# Limesfall

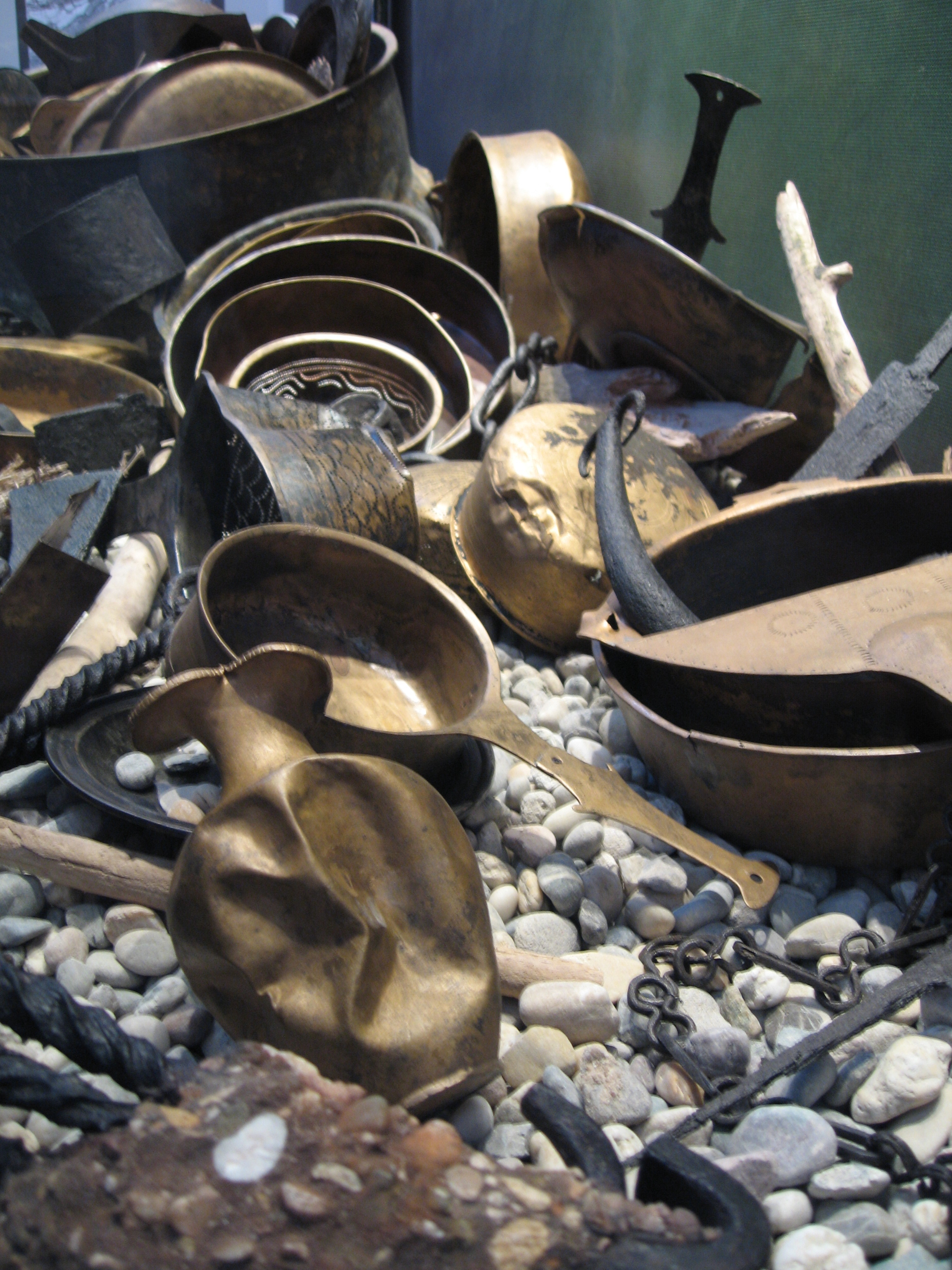
Der Hortfund von Neupotz steht in direktem Zusammenhang mit Plünderungen nach dem Limesfall und wurde deshalb auch als „Alamannenbeute“ bezeichnet.

Unter dem Limesfall versteht man die um die Mitte des 3. Jahrhunderts durch die Römer erfolgte Aufgabe des von ihnen seit dem 1. Jahrhundert n. Chr. erbauten Obergermanisch-Raetischen Limes sowie den Rückzug der kaiserlichen Truppen aus dem Provinzialgebiet jenseits von Rhein und Donau an die Flussgrenzen.
Durch eine Reihe aussagekräftiger archäologischer Funde und die Neubewertung der literarischen Quellen erscheint der „Limesfall“ heute als ein vielschichtiges, komplexes Phänomen, dessen ereignisgeschichtliche Zusammenhänge bisher noch nicht vollständig verstanden werden. Weil schriftliche Quellen weitgehend fehlen oder von zweifelhafter Zuverlässigkeit sind, ist die Forschung vielfach auf archäologische Befunde angewiesen, die ihrerseits unterschiedlich interpretiert werden können.
In der Vergangenheit nahm man zumeist monokausal an, dass die Römer durch kriegerische Ereignisse und äußere Angreifer im Kontext des sogenannten Alamannensturms gezwungen worden seien, das Gebiet östlich des Rheins und nördlich der Donau zu räumen. Bodenfunde legen aber nahe, dass dieser Vorgang Folge einer jahrelangen Entwicklung während der sogenannten Reichskrise des 3. Jahrhunderts mit einem Niedergang des Grenzlandes war; auch Bürgerkriege im Imperium scheinen eine Rolle gespielt zu haben. All dies führte schließlich in den Jahren ab 259/260 zur faktischen Aufgabe des sogenannten Dekumatlandes und zur Rücknahme der römischen Militärgrenze an den Rhein und an die Donau.

## Forschungsgeschichte

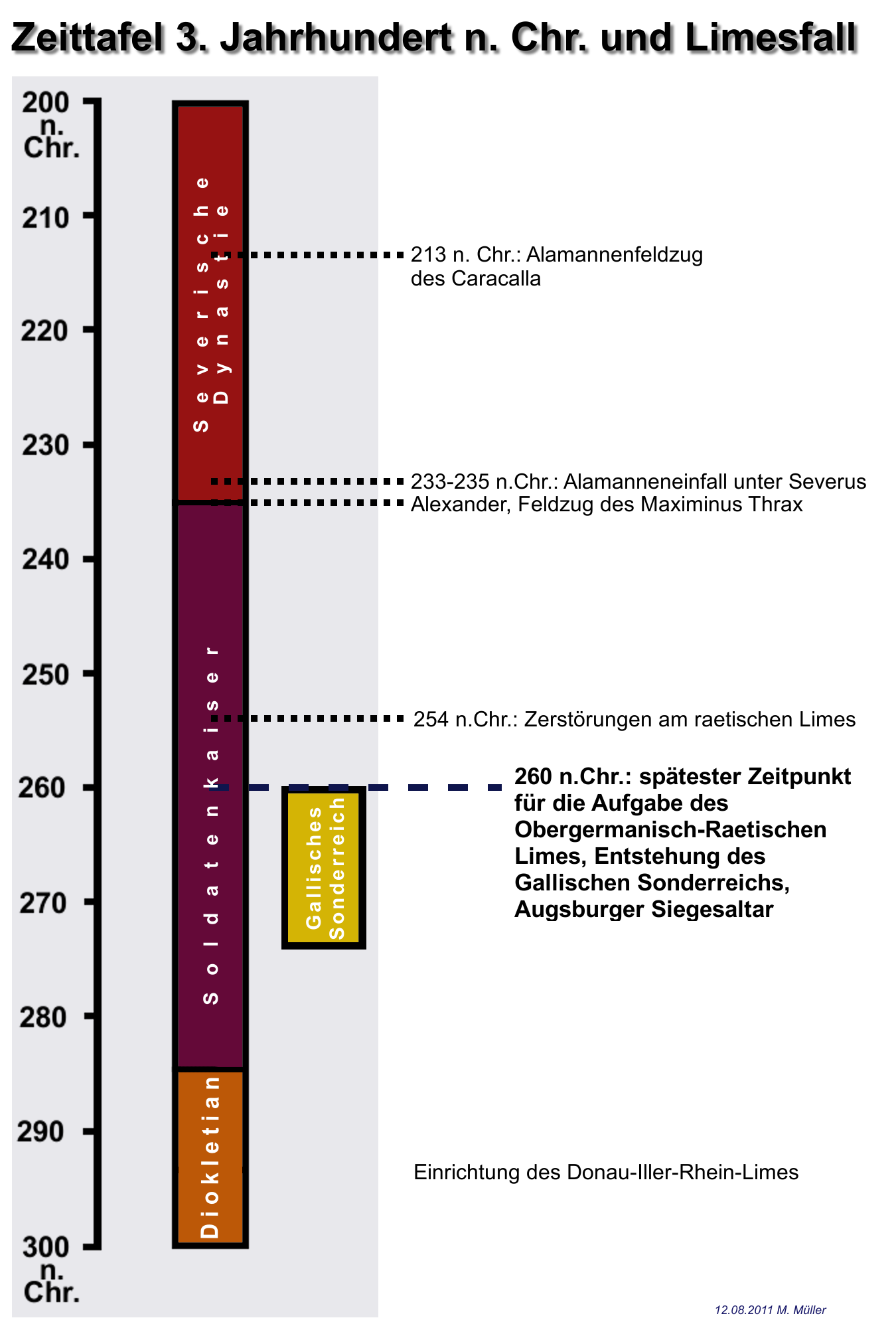
Zeitleiste zum Limesfall und dem 3. Jahrhundert

Die Überlegungen, welche historischen Ereignisse zur Aufgabe des obergermanisch-raetischen Limes führten und wann genau sie stattfand, sind so alt wie die Limesforschung selbst. Der große Althistoriker Theodor Mommsen beschrieb die lange Zeit vorherrschende Sicht auf den Vorgang 1885 wie folgt:

„Eine Reihe blühender römischer Städte wurde damals von den eindringenden Barbaren ödegelegt, und das rechte Rheinufer ging den Römern auf immer verloren.“

Die von Mommsen mitinitiierte Reichs-Limeskommission kam zu ähnlichen Ergebnissen. Georg Wolff stellte 1916 fest:

„Ein Zurücknehmen in die zweite, rückwärtige Linie, freilich ein durch manche Durchbrüche erzwungenes, war das, was wir gewohnt sind, als Eroberung des Limes durch die Germanen zu bezeichnen.“

Die Forschung war zu dieser Zeit noch erkennbar von militärischen Fragen dominiert, weshalb man wie selbstverständlich von einer Erstürmung des Grenzwalles durch äußere Feinde ausging. Der Mangel an Funden, die ein solches Ereignis belegen würden, war jedoch schon damals ein Problem. Einwände kamen aus den Nachbardisziplinen der Provinzialrömischen Archäologie. Numismatiker identifizierten viele Münzfunde im ehemaligen Limesgebiet als Prägungen aus der Zeit nach 260. Frühmittelalterarchäologen zweifelten an den Datierungsgrundlagen und machten auf die räumliche Nähe vieler frühalamannischer Siedlungen aufmerksam. In jüngerer Zeit ergaben paläobotanische Untersuchungen, dass die Spätzeit des Limes mit einer Reihe signifikanter Umweltveränderungen zusammenzufallen scheint.
Erste Zweifel an einem einzigen, dramatisch-kriegerischen Ereignis als Ursache eines „Limesfalles“ wurden bereits in der Spätzeit der Reichs-Limeskommission durch Funde teilweise fortlaufender Münzreihen deutlich. Ernst Fabricius legte 1927 mit seiner Datierung des Limesfalls größeren Wert auf die spätesten Fundstücke, besonders aus den Kastellen Saalburg, Kapersburg, Jagsthausen und Niederbieber. Er kam nach Auswertung der Münzen und Inschriften dennoch zu dem Ergebnis, dass sämtliche Limeskastelle im Jahr 260 aufgegeben oder, seltener, zerstört wurden. Fabricius musste aber zugleich einräumen, dass „Teile des rechtsrheinischen Besitzes von den Römern auch nach dem Verlust des Limes noch länger, bis zur Mitte des 4. Jahrhunderts, festgehalten oder zeitweilig wieder besetzt worden“ seien.
Während nach dem Zweiten Weltkrieg die Geschichtsforschung in der DDR im Limesfall eine schlagartige Überwindung der bereits geschwächten römischen Sklavenhalterordnung sehen wollte, knüpften die westdeutschen Archäologen an Fabricius’ Arbeit an und versuchten, die Frage der teilweise fortlaufenden Münzreihen (Wilhelm Schleiermacher) und der genauen Datierung des Limesfalls (Helmut Schoppa) zu klären. Schoppa glaubte anhand von Befunden aus den Kastellen Großkrotzenburg und Alteburg an einen Verbleib römischer Bevölkerungsgruppen. Auch das Gebiet um Wiesbaden (Aquae Mattiacorum) sei erst mit der Aufgabe der Rheingrenze in der Spätantike von den Römern geräumt worden.
Zur exakten Datierung äußerten sich die Fachleute in den 1980er und 1990er Jahren vorsichtiger. Zunehmend entfernte man sich von der Annahme, 260 habe einen massiven Einschnitt markiert. Dieter Planck etwa wollte 1988 auch eine etwas spätere Aufgabe der Reichsgrenze nicht ausschließen. Hans Ulrich Nuber stellte 1990 fest, dass die Aufgabe des Limes weiterhin Gegenstand der Forschung sein müsse, und wies auf innerrömische Auseinandersetzungen zum gleichen Zeitpunkt hin.
Nur zwei Jahre später veränderte der Fund des Augsburger Siegesaltars das Bild vom Untergang des Limes nachhaltig und bestätigte Nuber. Bis zu diesem Zeitpunkt war völlig unbekannt gewesen, dass sich die Provinz Raetia zur Zeit des Limesfalls dem Gallischen Sonderreich unter Postumus angeschlossen hatte. Noch im selben Jahr veranstaltete das Württembergische Landesmuseum eine Sonderausstellung über den Limesfall. Der Neufund belebte die wissenschaftliche Debatte um den Untergang des Limes erheblich. 1995 fanden im Saalburgmuseum ein wissenschaftliches Kolloquium und eine Sonderausstellung über den Augsburger Siegesaltar statt. Die Zeit des Limesfalls wird heute mehr in ihren einzelnen Aspekten mit interdisziplinären Ansätzen zur Numismatik und den Naturwissenschaften beleuchtet. Aktuelle Publikationen vermeiden Formulierungen wie „der Limes wurde auf breiter Front überrannt“, weil die Ereignisse der Jahre 259/60 nun zumeist nur noch als wichtige Etappe einer langjährigen Entwicklung mit vielen Einzelproblemen betrachtet werden.

## Grenzland im dritten Jahrhundert
Das stark militärisch geprägte Grenzland zwischen Rhein und Obergermanisch-Raetischem Limes (bei Tacitus auch als Agri decumates bezeichnet) hatte seit den Germanenkriegen Kaiser Domitians eine Friedenszeit von weit über 100 Jahren erlebt, abgesehen von kleineren regionalen Konflikten. Die Pax Romana basierte auf einem funktionierenden Limessystem, in dessen Schutz sich prosperierende Kleinstädte mit ziviler Verwaltung (civitates) und ein flächendeckendes System von villae rusticae etablierten. Die in den Limeskastellen stationierten Truppen mit ihren Reit- und Zugtieren garantierten eine ständige hohe Nachfrage nach landwirtschaftlichen Produkten und waren gleichzeitig der Garant für ein funktionierendes Wirtschafts-, Verwaltungs- und Siedlungssystem.

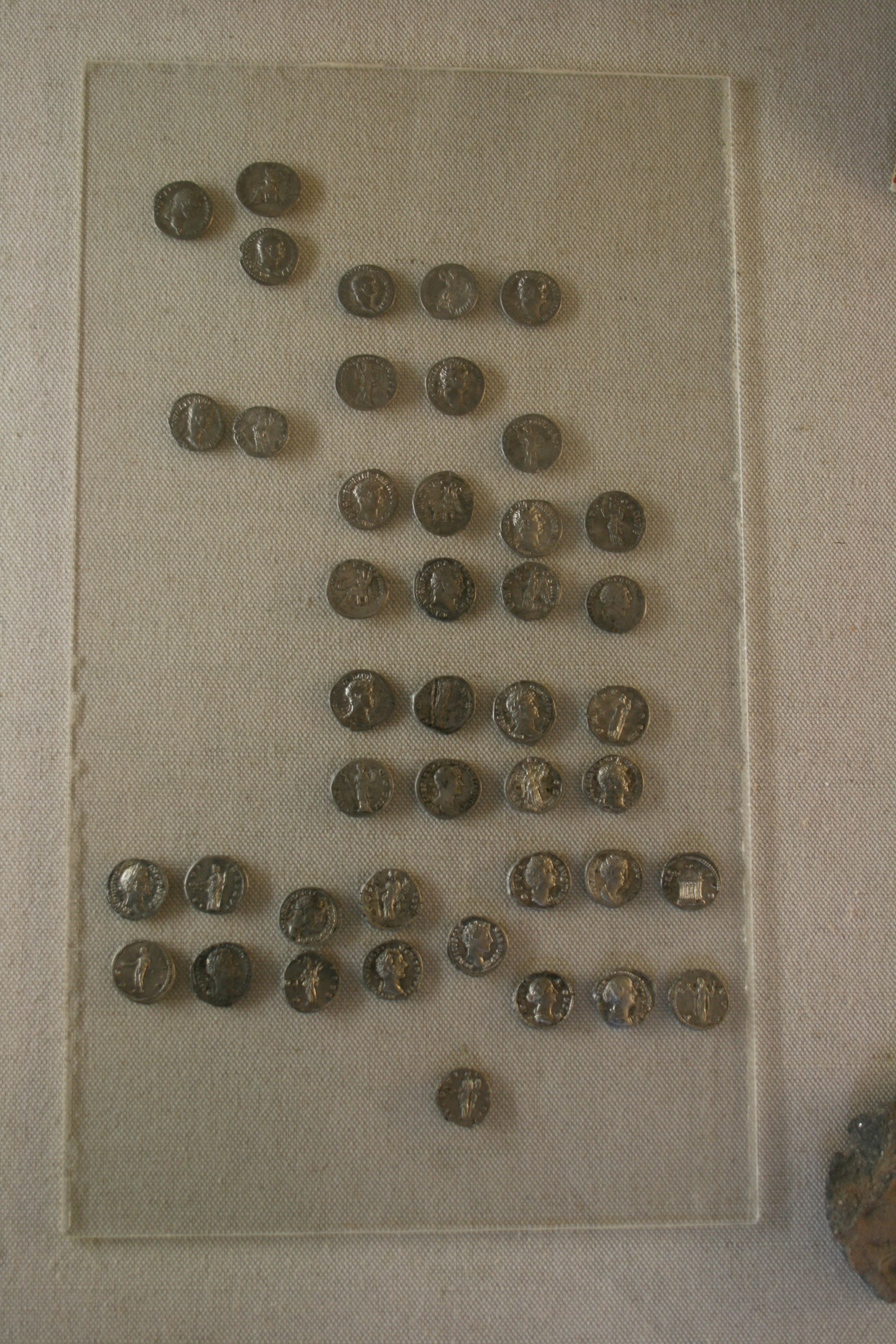
Teil des Münzschatzes aus dem Vicus am Kastell Seligenstadt, Schlussmünze Caracalla.

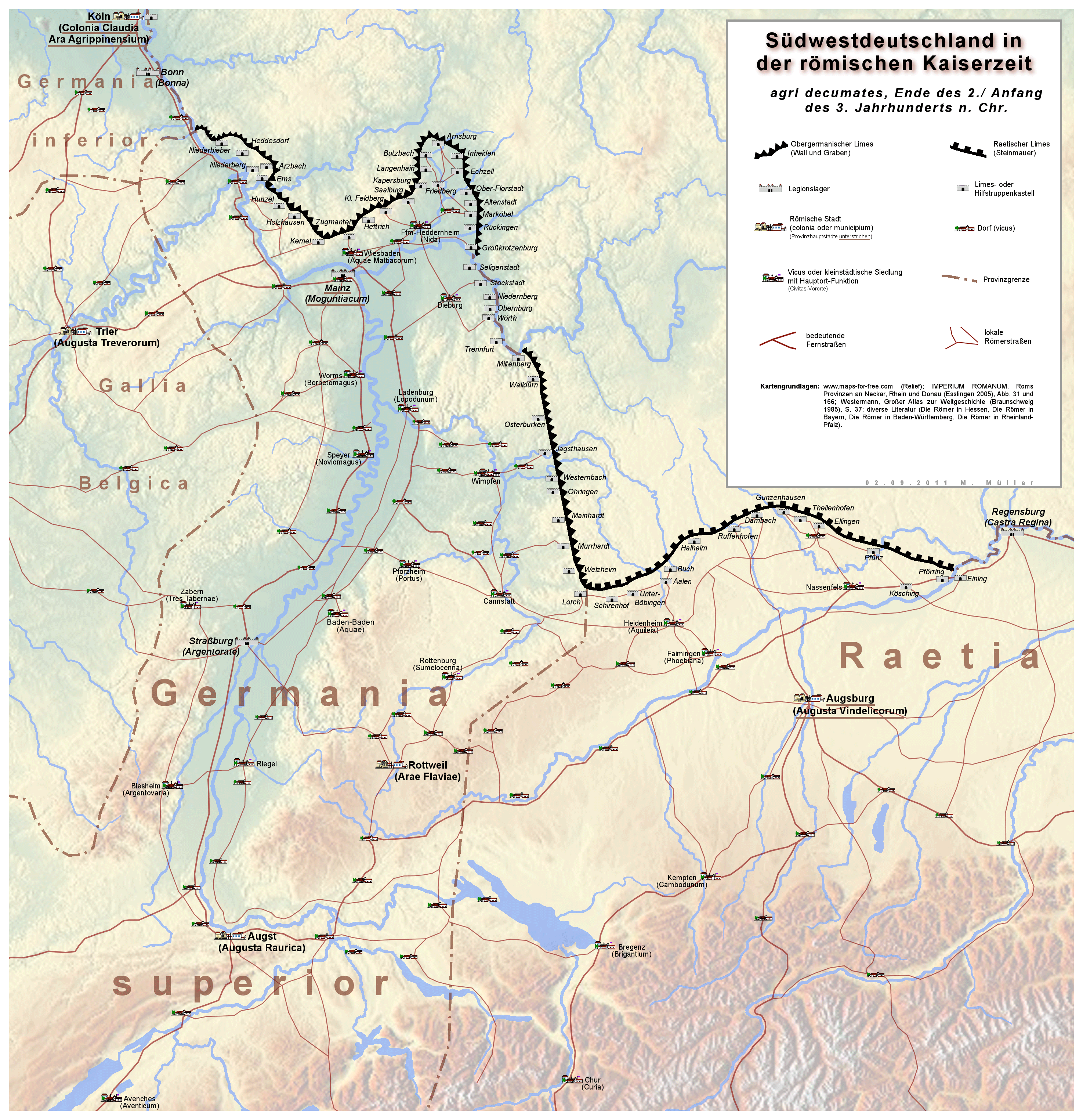
Südwestdeutschland und das Grenzland im 3. Jahrhundert

Besonders im 2. Jahrhundert funktionierte dieses System gut. Von kleineren Übergriffen, möglicherweise während der Markomannenkriege, die durch Münzschatzfunde und gelegentliche Zerstörungshorizonte in Villen zwischen 160 und 180 belegt sind, scheint sich das Grenzland schnell erholt zu haben. Im Taunus wurde der Limes durch die Numeruskastelle Holzhausen, Kleiner Feldberg und Kapersburg verstärkt. Viele römische Villen und Civitas-Hauptorte wurden erst seit dem Beginn des 3. Jahrhunderts weitgehend in Stein ausgebaut.
Markante Einschnitte in das Leben des Grenzlandes sind erst ab dem zweiten Drittel des 3. Jahrhunderts greifbar, als das Militär wegen innerrömischer Auseinandersetzungen nicht mehr die nötige Sicherheit garantieren konnte. Erwogen wird auch, ob die römischen Streitkräfte am Ende des 2. Jahrhunderts durch Ereignisse wie die Maternusrevolte geschwächt waren. Der Dienst in den Auxiliartruppen, die den Wachdienst am Limes versahen, wurde als Folge der Constitutio Antoniniana unattraktiv, denn an dessen Ende stand gewöhnlich die Verleihung des römischen Bürgerrechts. In der Germania magna außerhalb des Reichsgebietes hatten sich aus zahlreichen kleineren germanischen Stämmen die Großverbände der Franken und Alamannen als neue, gefährliche Gegner gebildet.
Ein Feldzug Caracallas im Jahr 213 konnte die Lage für einige Jahre stabilisieren. Möglicherweise wurde aus diesem Anlass das Limestor Dalkingen zu einem Triumphmonument ausgebaut. Doch schon der Alamanneneinfall von 233 bis 235 hatte für das Grenzland verheerende Folgen. Da das obergermanische Heer seine leistungsfähigsten Verbände, darunter die Reiterverbände (Alae), für den Perserfeldzug des Severus Alexander zur Verfügung gestellt hatte, scheint es zu keiner wirkungsvollen Gegenwehr gekommen zu sein. Hierbei gilt es zu bedenken, dass der Limes keine rein militärische Befestigung war, sondern vorrangig der Kontrolle des Waren- und Personenverkehrs diente.
Unklar ist, in welchem Ausmaß der äußere Druck zunahm, denn fraglos spielte auch die wachsende Instabilität des Imperiums im Inneren eine wichtige Rolle: Angesichts einer großen Zahl an Bürgerkriegen schwand die Fähigkeit der Römer, sich um den Schutz der Grenzen zu kümmern. Dort verschlechterte sich die Sicherheitslage seit etwa 230 rapide. Neben verschiedenen Zerstörungshorizonten in mehreren Kastellen und Siedlungen wird die Notsituation der Bevölkerung durch zahlreiche vergrabene Münzschätze fassbar, die von ihren Eigentümern später nicht mehr gehoben werden konnten. Solche Funde gab es unter anderem in Nida-Heddernheim und dem Kastell Ober-Florstadt. Nach dem letzten großen römischen Gegenschlag unter Maximinus Thrax im Jahr 235 ist ein deutlicher Einschnitt erkennbar, denn 238 wurde dieser im Sechskaiserjahr getötet, und die unruhige Zeit der Soldatenkaiser nahm ihren Anfang. Viele Siedlungen am Limes wurden angesichts der instabilen Lage nicht oder nur noch in stark verringertem Umfang wieder aufgebaut. Inschriften auf Steindenkmälern und die Ummauerung von vici und Civitas-Hauptorten zeugen aber von einem Behauptungswillen der verbliebenen Bevölkerung.
Unübersehbar ist jedoch auch ein Bevölkerungsrückgang durch Flucht oder als Folge kriegerischer Auseinandersetzungen. Opfer der Zivilbevölkerung durch plündernde Soldaten und Räuber sind durch Inschriften dokumentiert. Latronibus interfectus („von Räubern erschlagen“) findet sich nun häufiger in Grabinschriften.

Bauphasen des Kastellbades Rainau-Buch; rechts die reduzierte, späteste Phase im 3. Jahrhundert

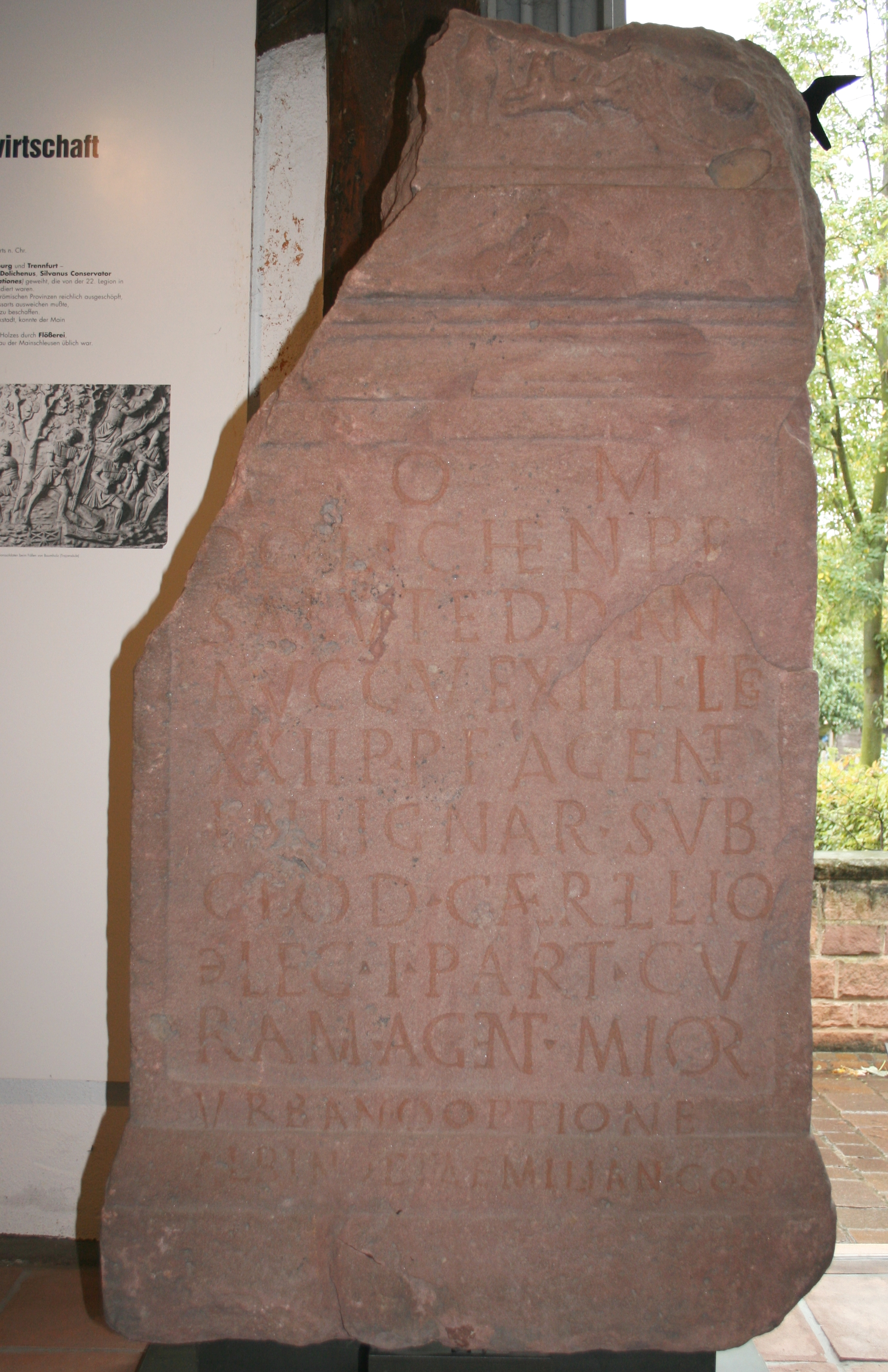
Römische Inschrift aus Obernburg mit Hinweis auf Holzfällerkommando der Legio XXII Primigenia.

### Ökologische Probleme
Schon 1932 stellte Oscar Paret fest, dass die Römer Raubbau am Wald betrieben hatten. Da die Verwendung von Stein- und Braunkohle nur wenig bekannt und verbreitet war, waren wie in der gesamten vorindustriellen Zeit nicht nur die Kastelle, vici und Villen mit ihren Bädern, Küchen und Hypokaustheizungen auf die Nutzung des Rohstoffes Holz angewiesen, sondern auch die handwerkliche Produktion.
Ein Fehlen des sonst leicht verfügbaren Energieträgers auf dem Provinzboden ist durch verschiedene Indizien seit dem 3. Jahrhundert erkennbar. Verkleinerungen von Kastellbädern wie in Rainau-Buch, Schirenhof, Osterburken und Walldürn stützen die These Parets, ebenso Inschriften von Holzfällerkommandos aus der Zeit um 214, die an zahlreichen Kastellorten am Mainlimes entdeckt wurden. Ziele der Abkommandierungen waren wahrscheinlich die in dieser Zeit noch waldreichen Mittelgebirge des Spessarts oder des Odenwalds. Dendrochronologische Untersuchungen an Hölzern der Limespalisade konnten belegen, dass diese im 3. Jahrhundert nicht mehr erneuert wurde und vermutlich aus Holzmangel durch Erdwall und Graben in Obergermanien bzw. die Mauer in Raetien ersetzt wurde.
Seit der Zeit Parets sind durch naturwissenschaftliche Methoden wie Archäobotanik, Dendrochronologie und Quartärgeologie neue Erkenntnisse über die Umweltprobleme des 3. Jahrhunderts hinzugekommen. Pollendiagramme römerzeitlicher Sedimente (hier insbesondere die Brunnen im Ostkastell Welzheim) belegen die zunehmende Rodung durch einen Rückgang der Baumpollen gegenüber denen von Gräsern und Kräutern. Durch starken Holzeinschlag in bestehenden Waldgebieten konnten sich schnellwüchsige Weichholzarten gegen langsam wachsende Tannen und Eichen durchsetzen. Besonders Flusstäler wurden aufgrund der günstigen Transportbedingungen bevorzugt gerodet.
Durch dendrochronologische Datierung von Auwaldeichen und geologische Untersuchungen der Ablagerungen in Flusstälern konnte nachgewiesen werden, dass zwischen dem 1. und 3. Jahrhundert die Hochwasserereignisse der Flüsse stark zunahmen. Hochwasser- und Starkregenereignisse lösten Bodenerosion auf den gerodeten Hanglagen aus, welche die bevorzugten Wirtschaftsflächen der Villae rusticae darstellten, und lagerten in den Tälern Geröll und Auelehm teilweise meterhoch an. In römischer Zeit waren diese Böden nicht nutzbar. Erst im 4. und 5. Jahrhundert ging das Hochwasseraufkommen der Flüsse zurück, was nach der Trockenlegung der Auen im Mittelalter deren Nutzung ermöglichte.
Annahmen, dass diese Problematik in der gesamten römischen Provinz bestand und dass sie eine nennenswerte Mitursache für die Aufgabe des Dekumatlandes war, sind in jüngerer Zeit wieder bestritten worden.

### Wirtschaftskrise
Die vorherrschende ländliche Siedlungsform der Villa rustica war aus verschiedenen Gründen äußerst krisenanfällig. Römische Landgüter im Limesgebiet produzierten wegen begrenzter Transportmöglichkeiten üblicherweise für den lokalen Markt. Ein Wegfall der regelmäßigen Absatzmärkte (zum Beispiel durch Truppenabzug), Personalmangel in der Erntezeit, steigende Transportkosten oder ein Rückgang des Bodenertrags konnten zur Aufgabe von größeren Gütern führen. Im Grenzland ist in einigen Regionen schon gegen Ende des 2. Jahrhunderts eine Stagnation im Ausbau der Güter erkennbar. Im Verlauf des 3. Jahrhunderts scheinen die meisten von ihren Bewohnern verlassen worden zu sein. Zerstörungshorizonte sind nur vergleichsweise selten nachgewiesen. Im Gegensatz zu den Großgütern links des Rheins, die noch im 4. Jahrhundert teilweise prachtvoll ausgebaut wurden, ist an vielen rechtsrheinischen Villenplätzen im fortgeschrittenen 3. Jahrhundert ein Trend zur Verkleinerung ablesbar, der vor allem die aufwändigeren Heizanlagen der Wohnhäuser und Bäder betraf.

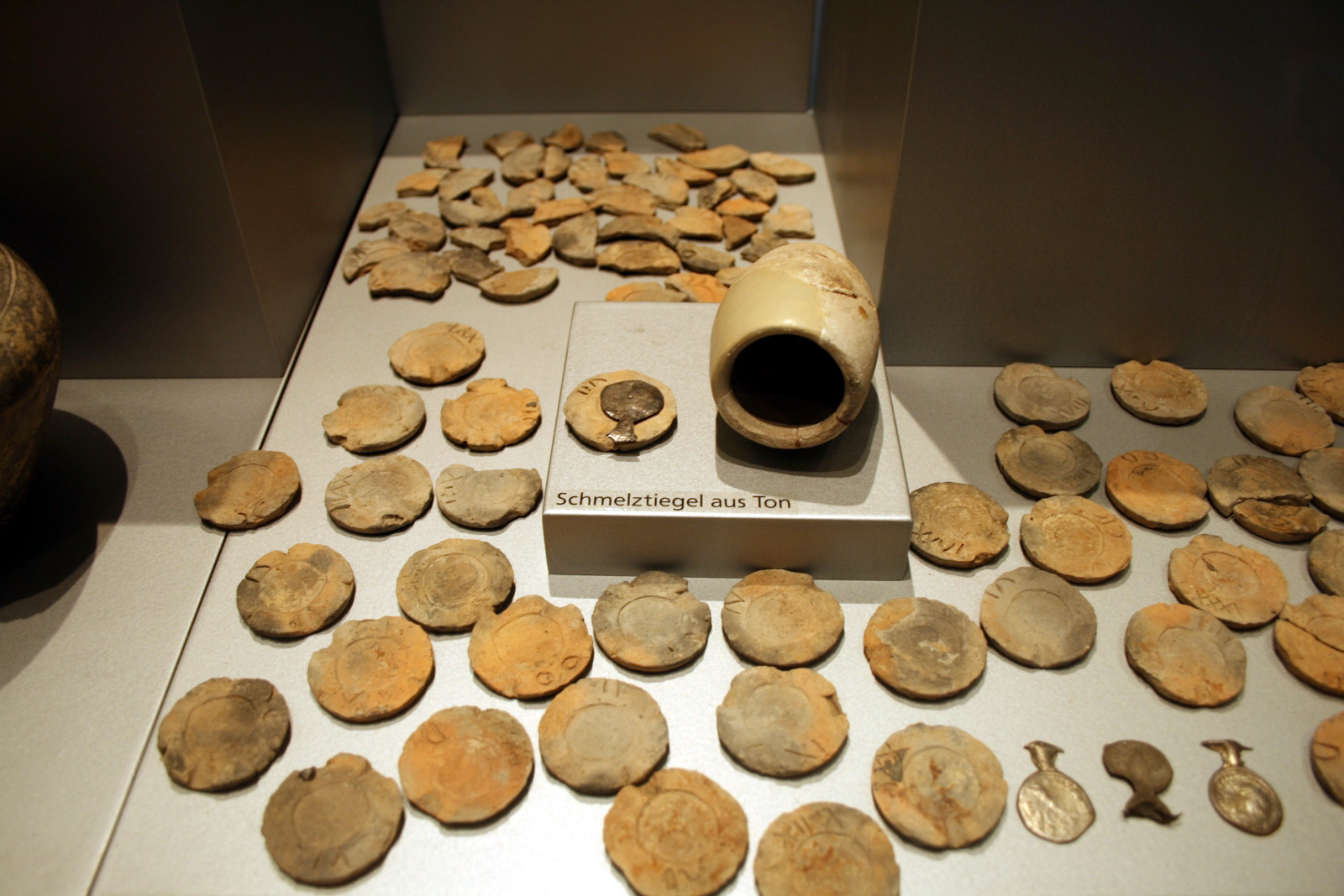
Gusstiegel und gefälschte Münzen aus Rottweil

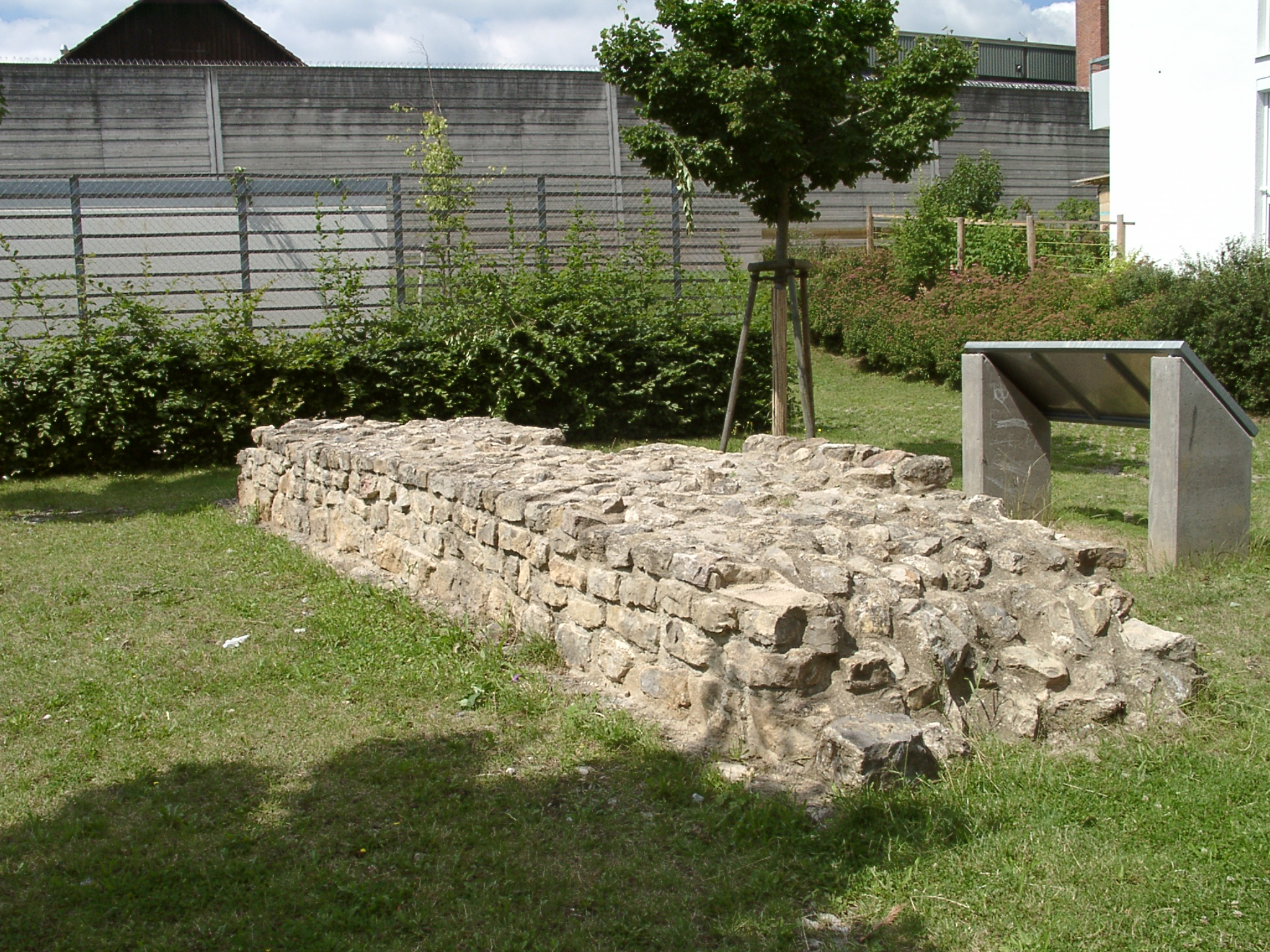
Rest der römischen Stadtmauer von Sumelocenna (Rottenburg)

Die veränderte Sicherheitslage könnte viele Bewohner zum Wegzug in sichere Provinzen bewogen haben. Dies verschärfte den Personalmangel, der nicht nur das Militär, sondern in viel stärkerem Maße die private Wirtschaft betraf.
Wirtschaftliche Schwierigkeiten gab es auch im Alltag der verbliebenen Bewohner des Dekumatlandes. Kaiserliche Stiftungen und Repräsentationsbauten blieben aus. Der Staat versuchte, der Inflation durch geringeren Silbergehalt der Antoniniane entgegenzuwirken, die auf dem Höhepunkt der Krise nur noch einen dünnen Silberüberzug bei gleichbleibendem Nominalwert aufwiesen. Im Gegenzug mussten Produzenten und Händler ihre Preise erhöhen, womit ein Teufelskreis in Gang gesetzt wurde. Die Einrichtung zahlreicher Benefiziarier-Stationen im Limesgebiet ab dem späten 2. Jahrhundert belegt die Versuche des Staates, zusätzliche Einnahmen durch Zölle zu erschließen.
Der Verlust an Kaufkraft der Bewohner wurde begleitet von einem Rückgang der Importe, der im Fundmaterial dieser Zeit nachweisbar ist. Terra Sigillata aus linksrheinischen Werkstätten (wie zum Beispiel Tabernae, dem heutigen Rheinzabern) gelangte wesentlich seltener in die Regionen am Limes und war im fortgeschrittenen 3. Jahrhundert von stark nachlassender Qualität. Gleiches gilt für Importprodukte wie Olivenöl und garum, deren typische Amphorenformen seltener auftraten. Wein könnte durch eigenen Anbau in den germanischen Provinzen ersetzt worden sein, wobei unklar ist, in welchem Umfang dies geschah. Generell muss davon ausgegangen werden, dass die Bewohner versuchten, fehlende Importe auf diese Weise auszugleichen. Als Hinweis auf die Krise dürfen auch Funde von gefälschten Münzen und deren Gussformen gewertet werden, wie sie in Rißtissen, Rottenburg und Rottweil entdeckt wurden.

### Befunde
Die Auswirkungen dieser Krise waren den Bewohnern des Grenzlandes bewusst. Gegenmaßnahmen zeugen von einem letztlich erfolglosen Behauptungswillen der Bevölkerung. Sie sind vereinzelt archäologisch fassbar und zielten in der Regel auf die Sicherheit der Bewohner ab.

#### Umwehrung von Vici
Zu Beginn des 3. Jahrhunderts erhielten zahlreiche rechtsrheinische Civitas-Hauptorte Stadtmauern: Nida-Heddernheim, Dieburg, Lopodunum (Ladenburg), Bad Wimpfen, Sumelocenna (Rottenburg am Neckar), und Arae Flaviae (Rottweil). Ausnahmen bildeten Aquae Mattiacorum (Wiesbaden) und Aquae (Baden-Baden), wo man möglicherweise auf die Nähe zum Rhein und auf die dort stationierten Legionen vertraute.
Diese Stadtmauern wurden nicht in einer akuten Notsituation, sondern planvoll errichtet, worauf ihre sorgfältige Bauweise hindeutet. Meist verkleinerten sie das mittelkaiserzeitliche Stadtareal, nur in Heddernheim war die Mauer überdimensioniert.

#### Verkleinerung von Kastellen
Mit dem Niedergang des Grenzlandes ging auch ein Verfall des Limessystems einher. Als Reaktion auf Personalmangel gelten Befunde zugemauerter Kastelltore (Osterburken, Jagsthausen, Öhringen) und verkleinerter Kastellbäder. Neuere Untersuchungen an den Kastellen Kapersburg und Miltenberg-Ost konnten belegen, dass in der Spätzeit des Limes bereits Kastelle bis zu einem Viertel der ursprünglichen Größe reduziert wurden.
In beiden Fällen wurde zu diesem Zweck ein Teil des Kastellinneren durch eine weitere starke Quermauer abgeteilt. Auf der Kapersburg schloss dieser Bereich das horreum sowie verschiedene Steingebäude mit ein, darunter wohl die Wohnung des Kommandanten. Das übrige Kastellareal nahm vermutlich die verbliebene Zivilsiedlung auf, da die Mauern erkennbar bis in die Neuzeit intakt blieben. Denkbar ist, dass dort an weniger gefährdeten Strecken eine Reduktion in Kauf genommen wurde, die spätere Entwicklungen wie im Kastell Eining oder Kastell Dormagen vorwegnahm.

#### Germanen in römischen Siedlungen

Badegebäude von Wurmlingen mit alamannischen Einbauten

Seit dem dritten Jahrhundert gab es im Grenzland germanische Bewohner, die vermutlich aus nördlichen Gebieten eingewandert waren. In Kastelldörfern des Taunuslimes (Saalburg und Zugmantel) sind sie durch Funde germanischer Keramik belegt. Eine Abgrenzung der Wohnbereiche ist ebenso wenig erkennbar wie gesicherte Gebäude in germanischer Bauweise. Es liegt somit nahe, dass die Neusiedler, möglicherweise als staatliche Maßnahme, inmitten der bisherigen Bewohner angesiedelt wurden, vielleicht in leerstehenden Vicusgebäuden. Germanische Funde gibt es auch in den Kastelldörfern von Rainau-Buch, Jagsthausen und Obernburg am Main. Zwar sind Germanen auch schon in der frühen Kaiserzeit im Limeshinterland fassbar, ihre Spuren verlieren sich allerdings durch die Romanisierung im 2. Jahrhundert. Ab dem 3. Jahrhundert sind Germanen als Neusiedler wieder verstärkt nachgewiesen.
Auch in Nida-Heddernheim sind im 3. Jahrhundert Germanen durch Funde handgemachter Keramik und Fibeln nachweisbar. Nach dem Fundgut zu urteilen, stammen sie aus dem Rhein-Weser-germanischen Umfeld nahe der römischen Reichsgrenze. Das Grab eines germanischen Offiziers in römischen Diensten lässt bei den Germanenfunden des 3. Jahrhunderts an eine Söldnertruppe denken.
Im römischen Badegebäude von Wurmlingen gelang der seltene Nachweis der Umnutzung einer Villa rustica durch alamannische Siedler. Das Wohnhaus der zugehörigen Anlage brannte im ersten Drittel des 3. Jahrhunderts ab. Die Siedlungstätigkeit vor Ort ging aber übergangslos unter veränderten Vorzeichen weiter. Im Badegebäude besitzt ein Einbau eine typische germanische Pfostenbauweise. Rückbauten sind auch an den Bädern der Villen von Lauffen und Bondorf sowie der Villa urbana von Heitersheim nachzuweisen. Die Umstände erlaubten immer weniger die Spezialisierung oder die Produktion von Überschüssen, die Betriebe kehrten zur Subsistenzwirtschaft zurück.

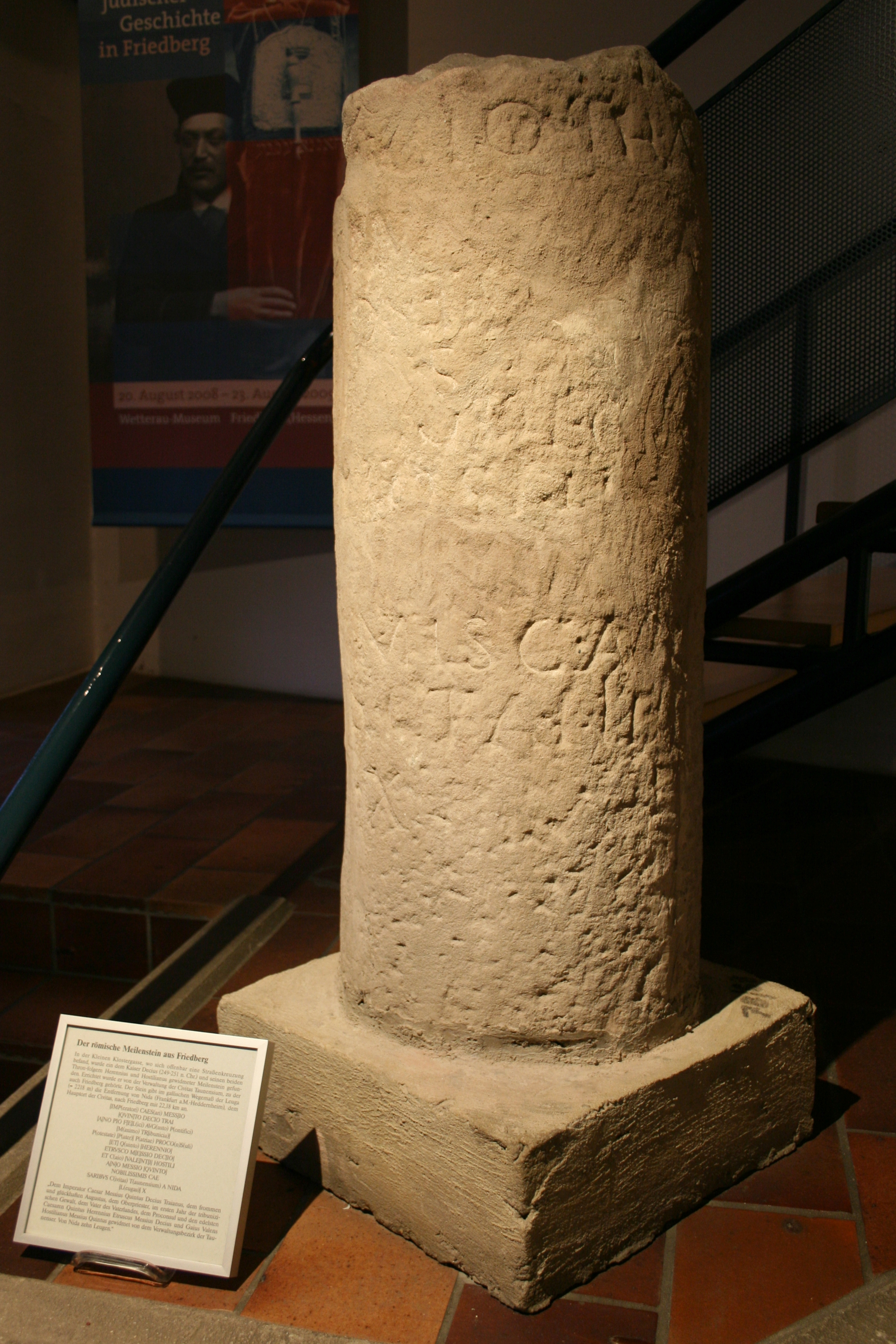
Leugenstein der Civitas Taunensium aus Friedberg im Wetterau-Museum.

### Die spätesten Inschriften
Militärische Inschriften sind für die Jahre nach den Alamanneneinfällen von 233 bis 235 wesentlich seltener bezeugt, weisen aber nach, dass ein Großteil der Kastelle auch nach dieser Zeit noch mit Truppen belegt war. In Aalen enden die Inschriften bereits 222. In Murrhardt, am Feldberg und auf der Saalburg stammen die spätesten Inschriften aus der Regierungszeit des Severus Alexander (222–235). Das späteste Zeugnis vom Taunuslimes ist eine Weihung zu Ehren von Kaiser Maximinus Thrax (235–238) im Kastell Zugmantel. Im Jahr 241 stellten Männer der Cohors I Septimia Belgarum in Öhringen eine Wasserleitung wieder her, die lange unterbrochen gewesen war. Eine wohl aus den Jahren 244–247 stammende, 249/250 teilweise eradierte Inschrift für die Wiederherstellung des Kastellbades Jagsthausen ist die jüngste, die eine militärische Tätigkeit belegt. Aus dem Jahr 249 liegen auch Inschriften aus den Kastellorten Stockstadt und Osterburken vor.

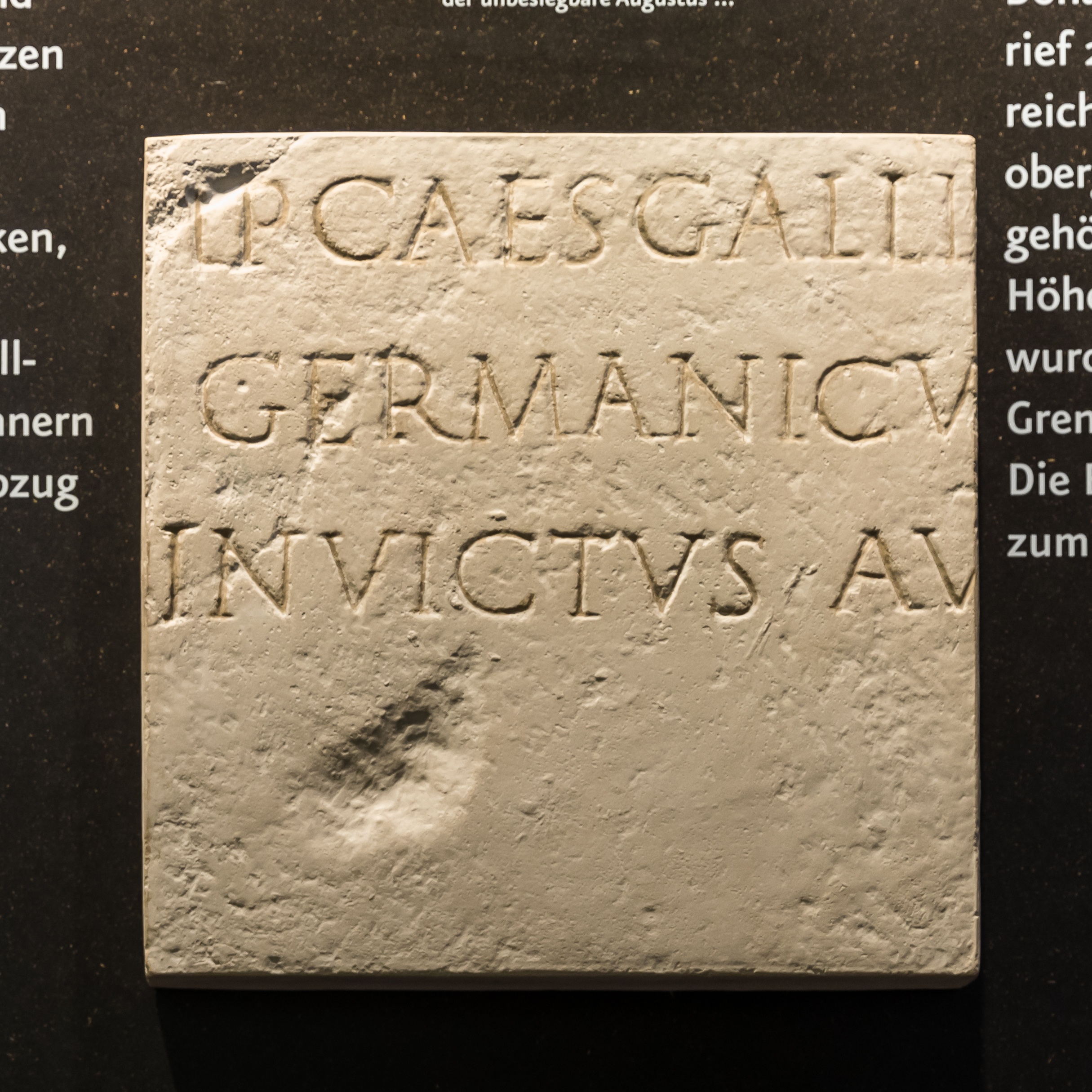
Inschrift des Gallienus aus Hausen ob Lontal (Abguss im Alamannenmuseum Ellwangen)

Hinzu kommen weitere Zeugnisse. Eine Inschrift aus Altenstadt belegt möglicherweise Versuche der Bevölkerung zur Selbsthilfe. Die Inschrift nennt ein collegium iuventutis (vielleicht eine Art Jungmannschaft oder Bürgermiliz). Ähnliche Inschriftenfunde sind aus Pannonien und Öhringen bekannt. In Friedberg in der Wetterau ließ der Rat der Civitas Taunensium im Jahr 249 noch einen Leugenstein aufstellen. Die Civitas Ulpia Sueborum Nicretum setzte die letzten derartigen Steine im Jahr 253 in Ladenburg und Heidelberg. Deren Fund lässt auf eine damals noch einigermaßen funktionierende Verwaltung der Gebiete schließen. Zu beachten ist, dass die Zahl der neu gesetzten lateinischen Inschriften um die Mitte des 3. Jahrhunderts im ganzen Römischen Reich dramatisch zurückging.
Die jüngste, nur fragmentarisch erhaltene Inschrift im raetischen Limesgebiet stammt aus Hausen ob Lontal und wird aufgrund der Kaisertitulatur auf den Beginn der gemeinsamen Regierung Valerians und des Gallienus (Ende 254/Anfang 255) datiert. Inschriften als Belege für eine römische Truppenpräsenz nach 250 sind bisher nicht bekannt.

### Die spätesten Münzfunde aus Kastellen und Wachtürmen
Münzfunde aus Siedlungen ermöglichen exakte Datierungen in Form eines terminus post quem nach der Prägung der Münze. Die Zahl der Fundmünzen ist jedoch in den meisten Kastellen in nachseverischer Zeit stark rückläufig. Sichere Schlüsse auf eine Reduzierung der Truppen lassen sich daraus aber nicht ziehen. Es gilt zu bedenken, dass der römische Staat ab dem 3. Jahrhundert mit einer Form von Zwangswirtschaft auf die Krise reagierte. Dazu gehörten erzwungene Dienstleistungen, Preisbindungen und vor allem Sonderabgaben für das Heer.
In vielen Kastellen wie auf der Saalburg brach die regelmäßige Münzzufuhr um die Mitte des 3. Jahrhunderts ab. Einzelne Fundmünzen liegen allerdings über das Jahr 260 hinaus vor, doch kann meist nicht gesagt werden, ob diese von Soldaten verloren wurden. Eine bei Ausgrabungen 2014 in dem der späten Limeszeit zugeordneten Wachturm 3/43a entdeckte Tetradrachme, die 268/269 in Alexandria geprägt wurde, wies nur geringe Umlaufspuren auf, daher ging der Ausgräber von einem Verlust durch einen Soldaten aus. Es blieb offen, ob der Limes in diesem Bereich des Taunus durchgehend besetzt blieb oder möglicherweise temporär (wieder)besetzt wurde. Generell ist festzustellen, dass die Kastelle früher verlassen wurden als die Kastelldörfer vor ihren Toren. Einige Kastellvici können durchaus noch bis in das vierte Jahrhundert bewohnt gewesen sein.
Die Hilfstruppeneinheiten, die in den Jahrhunderten zuvor den Dienst an der Grenze versehen hatten, verschwinden in diesen Jahren aus der Überlieferung. Es ist unbekannt, ob sie aufgelöst, in andere Gebiete verlegt wurden oder durch Kämpfe untergingen. Ein Ausbleiben der regelmäßigen Soldzahlungen hätte den Berufssoldaten ihre Lebensgrundlage entzogen.
So stellt sich die Frage, ob und in welchem Umfang nach 233 überhaupt noch Truppen in den Limeskastellen stationiert waren. An einzelnen Abschnitten könnte der Staat den Grenzschutz germanischen Foederaten übertragen haben, wie das in spätantiker Zeit häufiger vorkam. Eine Reaktion des Staates auf eine akute Bedrohung der Grenze ist nicht festzustellen, das Grenzland sank zu einer Art Niemandsland herab, wozu neben lokalen Schwierigkeiten die allgemeine Reichskrise beitrug.

## Mangel an Schriftquellen

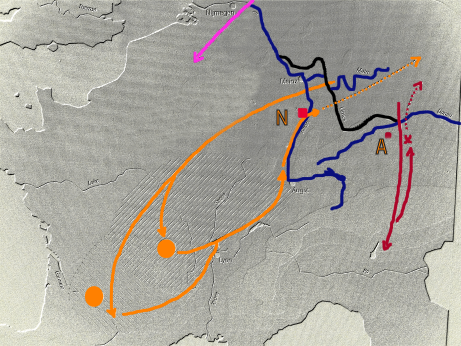
Plünderungszüge germanischer Gruppen im Jahr 260 n. Chr.

Im Gegensatz zur frühen Kaiserzeit liegen für das fortgeschrittene 3. Jahrhundert nur wenige verlässliche Schriftquellen vor. Als annähernd zeitgenössisch gilt eine Stelle bei Eusebius von Caesarea, die später vom Kirchenvater Hieronymus ins Lateinische übersetzt und ergänzt wurde. Eusebius berichtet in seiner Chronik über die Germaneneinfälle unter Kaiser Gallienus 262/263:

„Während sich Gallienus jeglicher Zügellosigkeit hingab, kamen die Germanen bis nach Ravenna.
Nachdem Alamannen die gallischen Gebiete verwüstet hatten, zogen sie nach Italien weiter, während Griechenland, Macedonien, Pontus und Kleinasien von den Goten verheert wurden. Quaden und Sarmaten besetzten Pannonien.“

Aus der Schilderung des Eusebius erfahren wir zwar nichts über die Vorgänge am Limes, wohl aber über die Ereignisse in den Rhein- und Donauprovinzen im Krisenjahr 260. In diesem Jahr geriet im Osten Gallienus’ Vater Valerian in Kriegsgefangenschaft, im Westen erhob sich Postumus gegen Gallienus, was zur Entstehung des Gallischen Sonderreichs führte. Germanische Stämme überschritten die Grenzen und drangen tief in römisches Gebiet ein.
Etwas erhellender ist der fragmentarisch überlieferte Laterculus Veronensis (Ende 3./Anfang 4. Jahrhundert), der berichtet, dass alle civitates jenseits des Rheins zur Zeit des Kaisers Gallienus von Barbaren besetzt worden seien. Allerdings wird Gallienus in der römischen Geschichtsschreibung meist einseitig negativ dargestellt, und in der modernen Literatur wird oft darauf hingewiesen, dass zu seiner Regierungszeit die Reichskrise ihren Höhepunkt erreichte. Die Rettung des Imperiums wurde den Kaisern des gallischen Sonderreichs sowie im Osten dem Teilreich von Palmyra zugeschrieben. Weniger negative Darstellungen heben hervor, dass Gallienus unter den schwierigen Umständen des Jahres 260 seinen Machtbereich bewahrte, dass er in Verwaltung und Militärwesen Reformen durchführte und dass die faktische Abspaltung von Teilen des Reichsgebiets durch die Gegenkaiser nicht dauerhaft war.
Für die Räumung der letzten Kastelle am Obergermanisch-Raetischen Limes dürfte nach dem epigraphischen Hinweis auf die kurzzeitige Herrschaft des Postumus über Raetien, die sich aus dem Augsburger Siegesaltar ergibt, der Konflikt zwischen Gallienus und Postumus die Ursache gewesen sein. Wahrscheinlich erfolgte diese nicht in allen Grenzabschnitten gleichzeitig. Der raetische Limes scheint bereits nach einer Zerstörung im Jahr 254 nicht wieder aufgebaut worden zu sein, während im nördlichen Limesbogen der Wetterau viele Fundreihen bis in das Jahr 260 reichen. Somit war Postumus für die Räumung der letzten Kastelle rechts des Rheins verantwortlich, doch gelang es ihm, die Rheingrenze zu stabilisieren. Die Gebiete mussten aus römischer Sicht nicht zwangsläufig als „verloren“ gelten und am Anspruch auf sie wurde wohl festgehalten.

## Archäologische Quellen aus der Zeit des Limesfalls

### Befunde
Aus den archäologischen Quellen ist kein singuläres Ereignis als Limesfall fassbar. Es gibt keinen Zerstörungshorizont, der zeitgleich an einer nennenswerten Anzahl von Fundorten nachgewiesen wurde. Besonders auffällig ist die Abweichung in Raetien, wo die meisten Kastellplätze nördlich der Donau bereits seit dem Jahr 254 durch Brandhorizonte zu enden scheinen. Die in der älteren Forschung oft herangezogenen Befunde aus Niederbieber und Pfünz sind nicht eindeutig auf Germaneneinfälle zurückzuführen. Für beide Fundorte wurden in jüngerer Zeit innerrömische Auseinandersetzungen vermutet, zudem werden die Ergebnisse der älteren Grabungen heute vorsichtiger eingeschätzt. Neuere Grabungen haben deutlichere Hinweise auf das Schicksal der Zivilbevölkerung geliefert.

#### Kastell Niederbieber
Ein gutes Beispiel dafür, wie schwierig die Interpretation auch von scheinbar eindeutigen archäologischen Befunden sein kann, ist Niederbieber. Das Kastell Niederbieber bei Neuwied galt lange Zeit als Paradebeispiel für eine beim Limesfall gegen anstürmende Germanen kämpfend untergegangene Kastellbesatzung. Grund für diese Annahme war der Altfund (1826) eines nahezu vollständigen menschlichen Skeletts in den Principia, das aufgrund der Beifunde (Reste eines Signums, ein eiserner, mit Bronzeblech eingefasster Helm und eine Silberplatte mit einem Inschriftenfragment) als Signifer der Cohors VII Raetorum aus dem benachbarten Kastell Niederberg identifiziert wurde. Das Skelett lehnte in sitzender Position an der Wand des später eingestürzten Gebäudes. Im Kastellbereich fand man weitere menschliche Skelette und zahlreiche Tierknochen.
Unklar bleibt aber, warum die Einheit zur Verteidigung des Nachbarkastells eingesetzt wurde. Der Befund, dass der südliche Torturm der Porta Principalis dextra (rechtes Seitentor) bei dem Angriff untergraben wurde, deutet nach Ansicht heutiger Archäologen zudem auf römische Truppen als Angreifer hin. Die erhaltene silberne Signumscheibe könnte Saloninus, den von Postumus ermordeten Sohn des Gallienus, zeigen, was darauf hindeuten könnte, dass die Kastellbesatzung angegriffen wurde, weil sie im Bürgerkrieg auf Seiten des Gallienus verblieben war; aber dies ist hypothetisch. Gegen Germanen als Angreifer spricht jedenfalls auch die Tatsache, dass die wertvollen Funde aus dem Stabsgebäude nicht geplündert wurden. Trifft diese Neuinterpretation zu, so gehört die Zerstörung des Kastells in den Zusammenhang eines innerrömischen Bürgerkrieges und wurde nicht durch Germanen verursacht.
Niederbieber war einer der größten Truppenstandorte am Obergermanischen Limes, in dem neben zwei Numeri auch Reiter stationiert waren. Aus dem Kastell und dem zugehörigen Vicus sind fünf Münzschätze bekannt, die Schlussmünze von einem datiert in das Jahr 258, von dreien in das Jahr 259 und von einem bereits in das Jahr 236.

#### Kastell Pfünz
Ähnliche Funde wie in Niederbieber gibt es auch aus dem Kastell Pfünz im Altmühltal. Die Ausgrabung der Reichs-Limeskommission erbrachte dort ebenfalls menschliche Knochen in den principia, in einer Zisterne südlich davon, sowie drei Unterkiefer aus dem südöstlichen Eckturm unter einer Brandschicht. Ein Unterschenkelknochen eines Gefangenen soll noch in einer eisernen Kette an der Außenmauer des Stabsgebäudes gesteckt haben. Vor dem Turm wurden Reste von Schildfesseln gefunden. Dies wurde vom ursprünglichen Ausgräber als Zeichen für einen plötzlichen, unerwarteten Überfall gedeutet. Nach neueren Überlegungen wäre eine unbemerkte Annäherung an das Kastell aber unwahrscheinlich, weshalb auch hier ebenfalls an innerrömische Kämpfe gedacht werden kann. Aus unbekannten Gründen war zuvor eine Tordurchfahrt der Porta principalis sinistra (linkes Seitentor) vermauert worden.
Das zugehörige Kastelldorf wurde geplündert und ging zusammen mit dem Kastell in Flammen auf. Ein Hort im Dolichenus-Heiligtum wurde dabei übersehen. Die Zerstörung des vicus wurde nach den spätesten Münzen auf das Jahr 233 datiert, was aber nicht vollends gesichert ist. Ein Wiederaufbau des Kastells lässt sich nicht nachweisen.

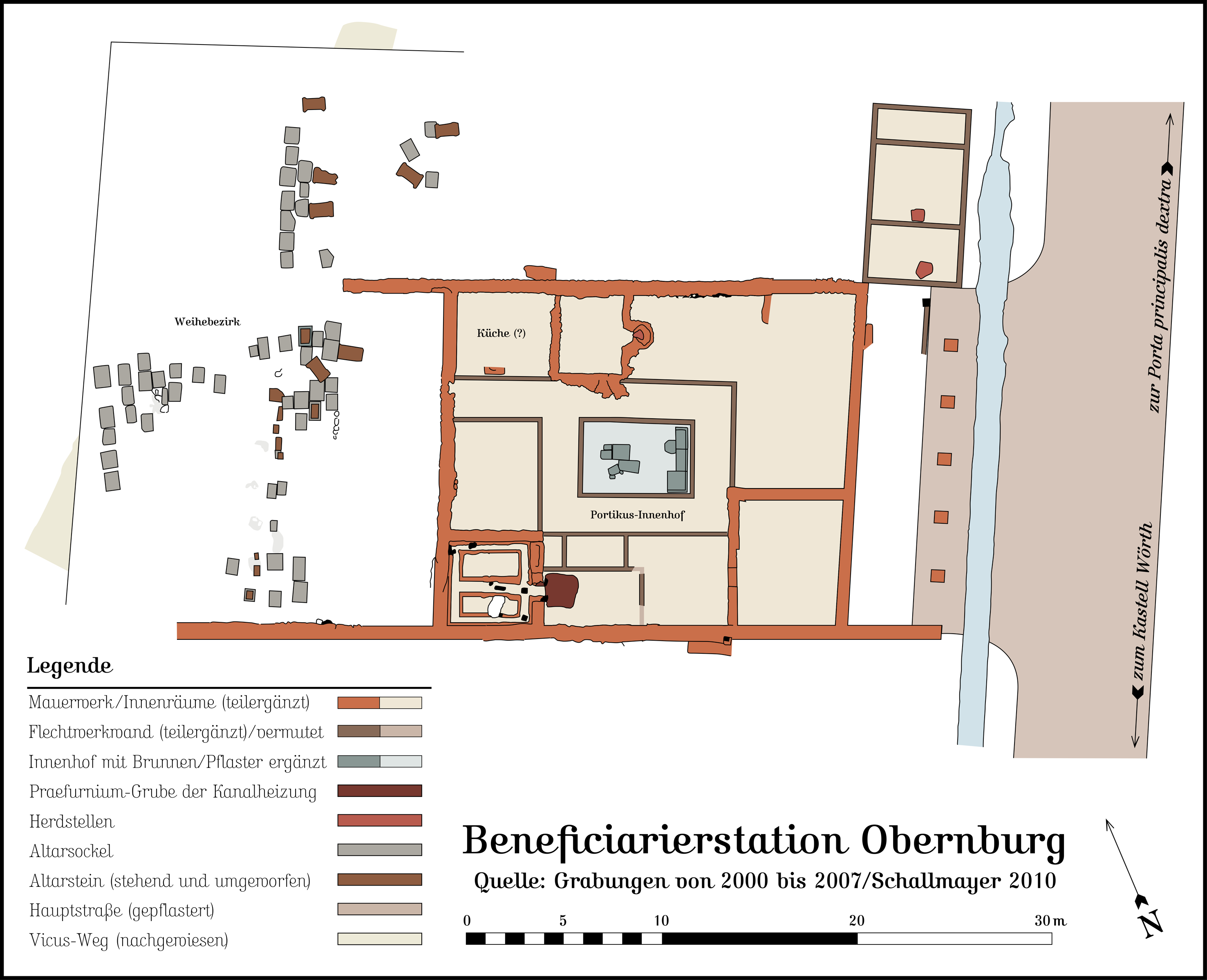
Benefiziarierstation in Obernburg am Main mit umgestürzten Weihesteinen

#### Versenkung von Steindenkmälern in Brunnen, Gewalt gegen Bildwerke
Eine große Zahl gut erhaltener Steindenkmäler im Hinterland des Limes wurde aus römischen Brunnen geborgen. Besonders Götterweihungen wurden teilweise sorgsam in den Brunnen niedergelegt, was dafür spricht, dass dies von den letzten römischen Bewohnern durchgeführt wurde und nicht von plündernden Alamannen. Man wollte wahrscheinlich die Steindenkmäler schützen. Das zeigt, dass die Bevölkerung offenbar mit einer Rückkehr rechnete.
Die Frage nach den Verursachern stellt sich auch bei zahlreichen mutwillig beschädigten oder zertrümmerten Götterbildern. Ein bekanntes Beispiel ist die zerlegt in einer Grube aufgefundene Jupitergigantensäule von Hausen an der Zaber. Es ist nicht ausgeschlossen, dass die heidnischen Götterbilder außer von plündernden Germanen in späterer Zeit teilweise sehr sorgfältig von frühen Christen beseitigt wurden. In einer Benefiziarierstation, die zwischen 2000 und 2007 am Kastell Obernburg freigelegt wurde, scheint es im 3. Jahrhundert nach Aufgabe der Station zu einem regelrechten Bildersturm gekommen zu sein, bei dem viele Weihealtäre der Benefiziarier gewaltsam umgestürzt wurden.
Leugensteine wurden ebenfalls häufig sehr sorgfältig in ehemaligen Kellern, Gruben und Brunnen niedergelegt. Der bemerkenswerteste Fund dieser Art sind sieben römische Meilensteine in einem Keller und einer aufrecht in einem nahe gelegenen Brunnen in Heidelberg-Bergheim. Die Kaiserinschriften auf den Steinen reichen von Elagabal bis Valerian und Gallienus. Ein ähnlicher Fund von fünf Steinen stammt ebenfalls aus einem Keller im nahe gelegenen Ladenburg. Die sorgfältige Niederlegung der Steine könnte in diesen Fällen mit den Zwangsdiensten (munera) zusammenhängen, zu denen die Anwohner der Straße verpflichtet werden konnten.

### Einzel- und Hortfunde
Die Bodenfunde beleuchten schlaglichtartig die Not der Zivilbevölkerung. Hortfunde sind meist nur durch ihre Zusammensetzung, den Ort ihrer Verwahrung und ihre Datierung in einen historischen Kontext einzuordnen.

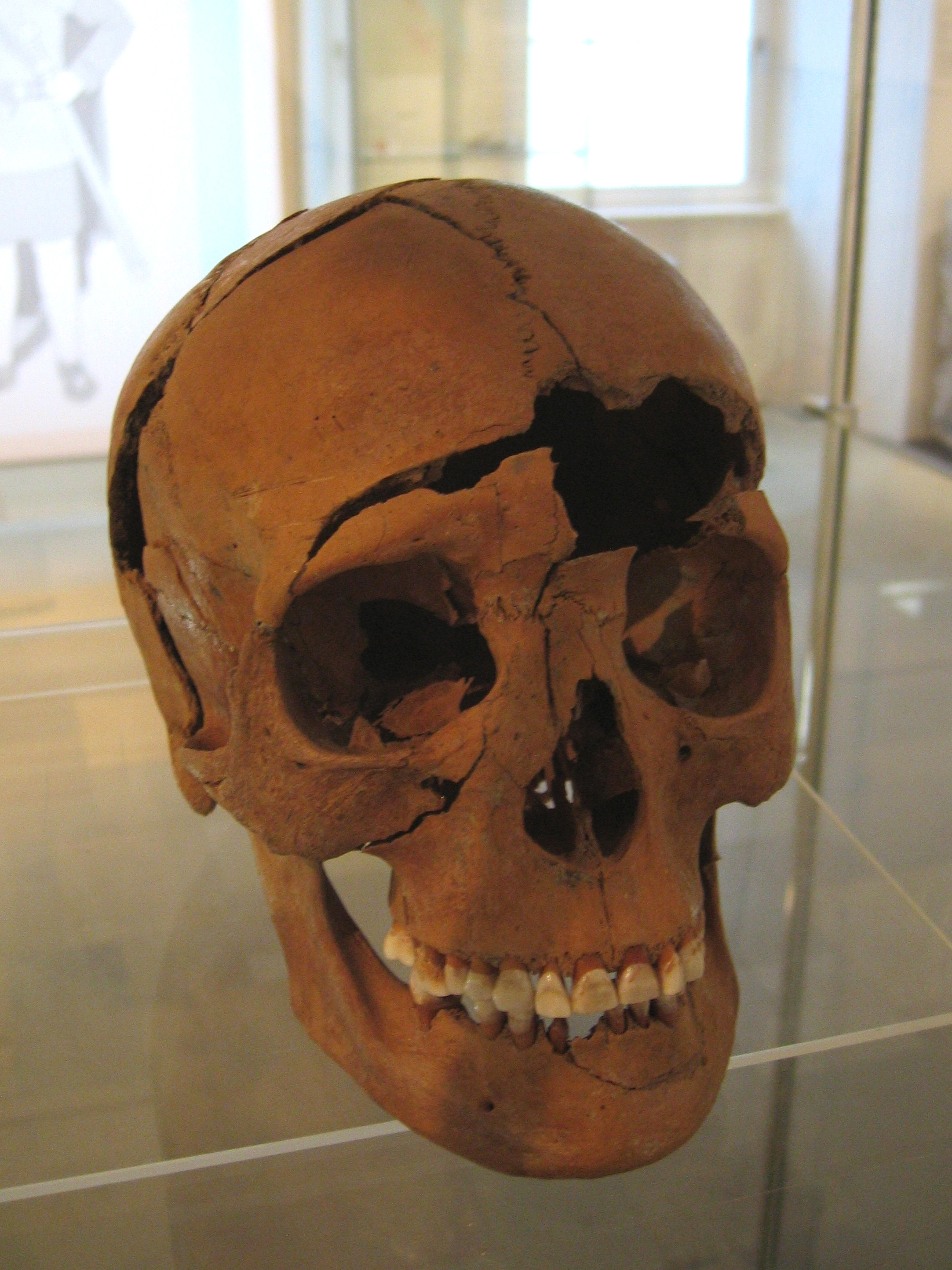
Frauenschädel mit Hiebverletzungen und Schnittmarken aus dem Brunnen der Villa von Regensburg-Harting

#### Skelettfunde
Wie aus den Kastellen Niederbieber und Pfünz liegen auch aus zivilen Siedlungen Skelettfunde vor, die kriegerische Ereignisse belegen, in diesem Fall gewaltsame Plünderungen. Meistenteils handelt es sich um Brunnenfunde. Der in dieser Hinsicht bekannteste Fund stammt aus der Villa rustica von Regensburg-Harting. Zwei Brunnen enthielten Knochenfragmente von insgesamt 13 Individuen. Besonders die Schädel wiesen schwere Verletzungen auf, die Frauen hatte man zusätzlich skalpiert. Viele Opfer wurden durch wuchtige Schläge gegen den Stirn- und Augenbereich getötet, die Leichen schließlich in die Brunnenschächte geworfen. Die Anatomie legt eine Verwandtschaft der Opfer nahe, mutmaßlich handelte es sich um die Bewohner des Gutshofs. Die Knochen befinden sich heute im Museum der Stadt Regensburg und in der Anthropologischen Staatssammlung München.
Auch in Nida-Heddernheim wurden die Opfer eines Überfalls in einen Brunnen geworfen, in diesem Fall handelte es sich um eine junge Frau, ein männliches Individuum und ein etwa 2,5 bis 3 Jahre altes Kind. Eine molekularbiologische Untersuchung ergab, dass die Frau Mutter des Kindes war, der Mann jedoch nicht der Vater, beide waren zwischen 25 und 30 Jahre alt. Die Opfer erhielten mehrere Schläge mit einem stumpfen Gegenstand, teils schon am Boden liegend, zunächst ins Gesicht, später an das rechte Ohr. Wegen des Knochenzustandes konnte beim Kind die Art der Verletzungen nicht ermittelt werden. Bei den Opfern im Brunnen befanden sich Skelette von drei Hunden und einer Katze, wobei nicht mit Sicherheit gesagt werden kann, ob diese gemeinsam mit den menschlichen Opfern dort versenkt wurden. Die drei Personen waren vermutlich germanischer Herkunft, so dass gemutmaßt wird, dass es sich um Hauspersonal handelte, das trotz der Krise in dem Stadthaus verblieben war und Opfer eines Gewaltexzesses alamannischer (?) Plünderer wurde.
Im nahe bei Heddernheim gelegenen Brunnen einer Villa rustica bei Frankfurt-Schwanheim wurde 1975 das Skelett eines etwa 20-jährigen grazilen Mannes in Rücklage entdeckt. Der Schädel wies Spuren eines Schwerthiebes auf; dem Skelett fehlten alle Fuß- und die meisten Handknochen. In dem Brunnenschacht, der aufgrund eines Münzfundes auf die Zeit nach 228/229 datiert wird, befanden sich auch ein Kultbild eines Stiers sowie ungewöhnlich viele Pferdezähne, so dass der Befund als rituelle Sonderbestattung angesprochen wird.
Nicht ganz eindeutig zivilen Opfern oder Soldaten sind Skelettteile aus dem Vicus von Nidderau-Heldenbergen zuzuordnen, es liegt aber nahe, dass es sich um die Gefallenen eines Kampfes kurz nach der Aufgabe des Dorfes im Jahr 233 handelt. Ungefähr 60 Skelettteile waren über den gesamten Vicus verstreut, sie gehörten zu zehn bis zwölf männlichen Individuen im Alter zwischen 20 und 50 Jahren. Waffenfunde legen nahe, dass es sich um Soldaten handelte. Die Tatsache, dass die Leichen in dem verlassenen Vicus an einer römischen Straße zum Kastell Marköbel unbestattet liegen blieben, so dass sie von Tieren zerstreut wurden, weist möglicherweise darauf hin, dass es sich um Germanen handelte, die Opfer des römischen Gegenschlags unter Maximinus Thrax im Jahr 235 wurden.
Weitere Knochenfunde, die in einem direkten Zusammenhang mit dem Limesfall gesehen werden, gab es in Augusta Raurica (Augst), in einem Tempel nahe Regensburg, in Ladenburg bei Heidelberg und in Villen bei Mundelsheim, Pforzheim und Waiblingen.

#### Steindenkmäler

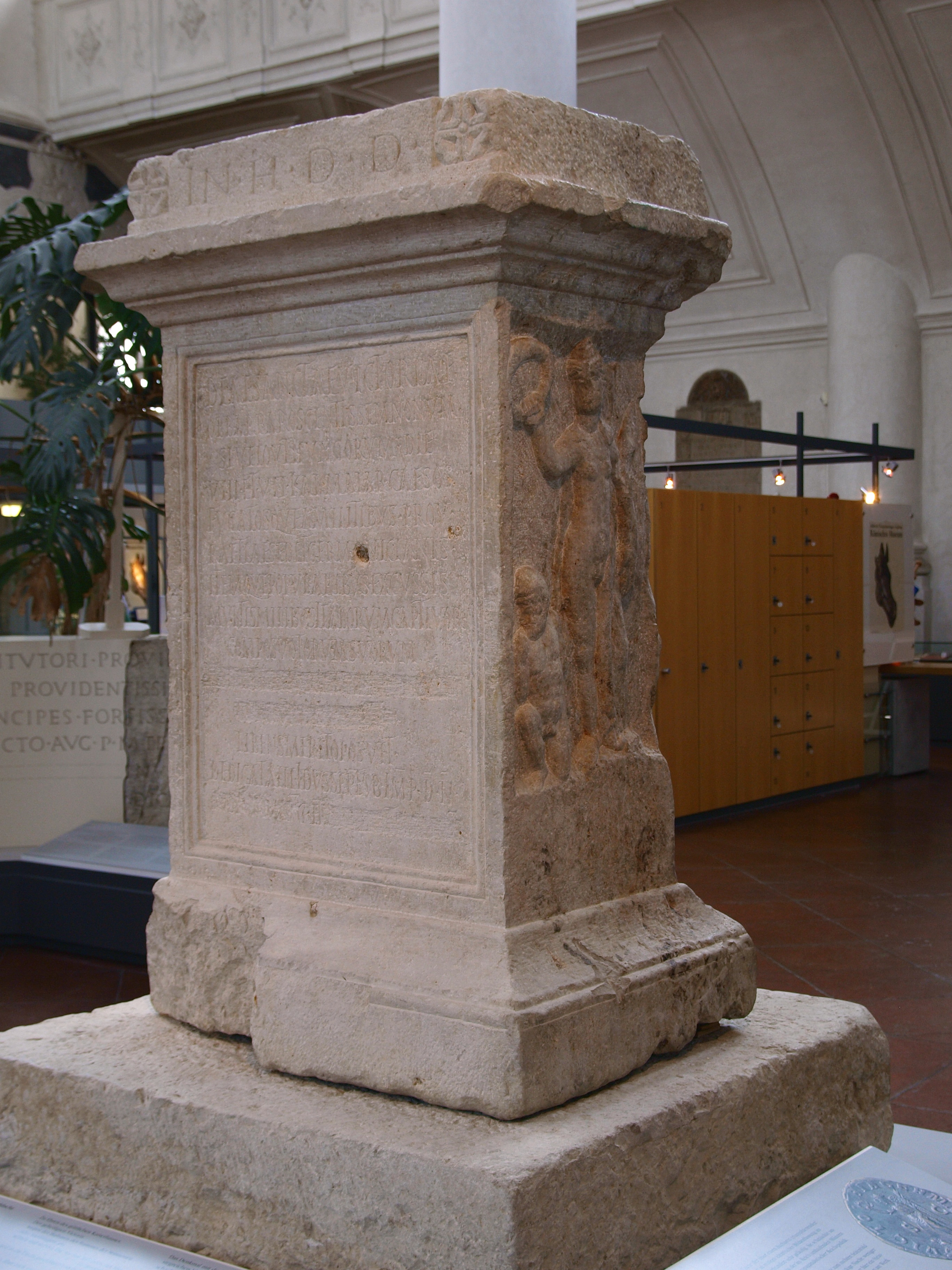
Augsburger Siegesaltar

##### Augsburger Siegesaltar
Das bedeutendste Steindenkmal, das die Geschehnisse im Grenzland beleuchtet, ist zweifellos der Augsburger Siegesaltar. Der Stein wurde im August 1992 etwa 350 Meter südlich des Stadtgebietes der raetischen Provinzhauptstadt Augusta Vindelicum (Augsburg) in einer Baugrube entdeckt. In römischer Zeit befand sich dort ein Altarm des Lechs. Der altarförmige, 1,56 Meter hohe Stein weist neben zwei Seitenreliefs eine große Inschriftenfront auf und trug vermutlich ein Standbild der Göttin Victoria.
Der Stein wurde im Jahr 260 n. Chr. wiederverwendet, wie der Überrest einer älteren Inschrift des Severus Alexander in abweichender Schrift belegt. Die jüngere Inschrift wurde später ebenfalls teilweise eradiert; entfernt wurden die Zeilen 11, 12 und 15 mit den Namen der Konsuln Postumus (dem Kaiser des gallischen Sonderreichs) und Honoratianus. Die Inschrift berichtet von einer zweitägigen Schlacht am 24./25. April 260 gegen Semnonen und Juthungen und der Befreiung von gefangenen Italikern. Den Umständen lässt sich entnehmen, dass es sich um germanische Plünderer handelte, die im Winter 259 die Alpen überschritten hatten und sich nun beutebeladen und mit Gefangenen auf dem Rückweg befanden.
Die römischen Truppen wurden angeführt von dem Ritter Marcus Simplicinius Genialis anstelle des Statthalters, genannt wird eine wohl in Eile zusammengestellte Streitmacht aus regulären Soldaten der Provinz Raetien, „germanischen“ Verbänden (Germanicianis, möglicherweise Überreste der Auxiliartruppen am Limes) und Einheimischen. Völlig neu an der Inschrift ist die noch erkennbare Nennung des Postumus als Konsul, die belegt, dass die Provinz im Jahr 260 zum gallischen Sonderreich gehörte und Postumus anerkannte. Dies kann aber nur recht kurze Zeit der Fall gewesen sein, denn die entsprechenden Zeilen der Inschrift wurden bald darauf eradiert. Vermutlich kam Raetia 265 wieder unter die Kontrolle des Kaisers Gallienus.

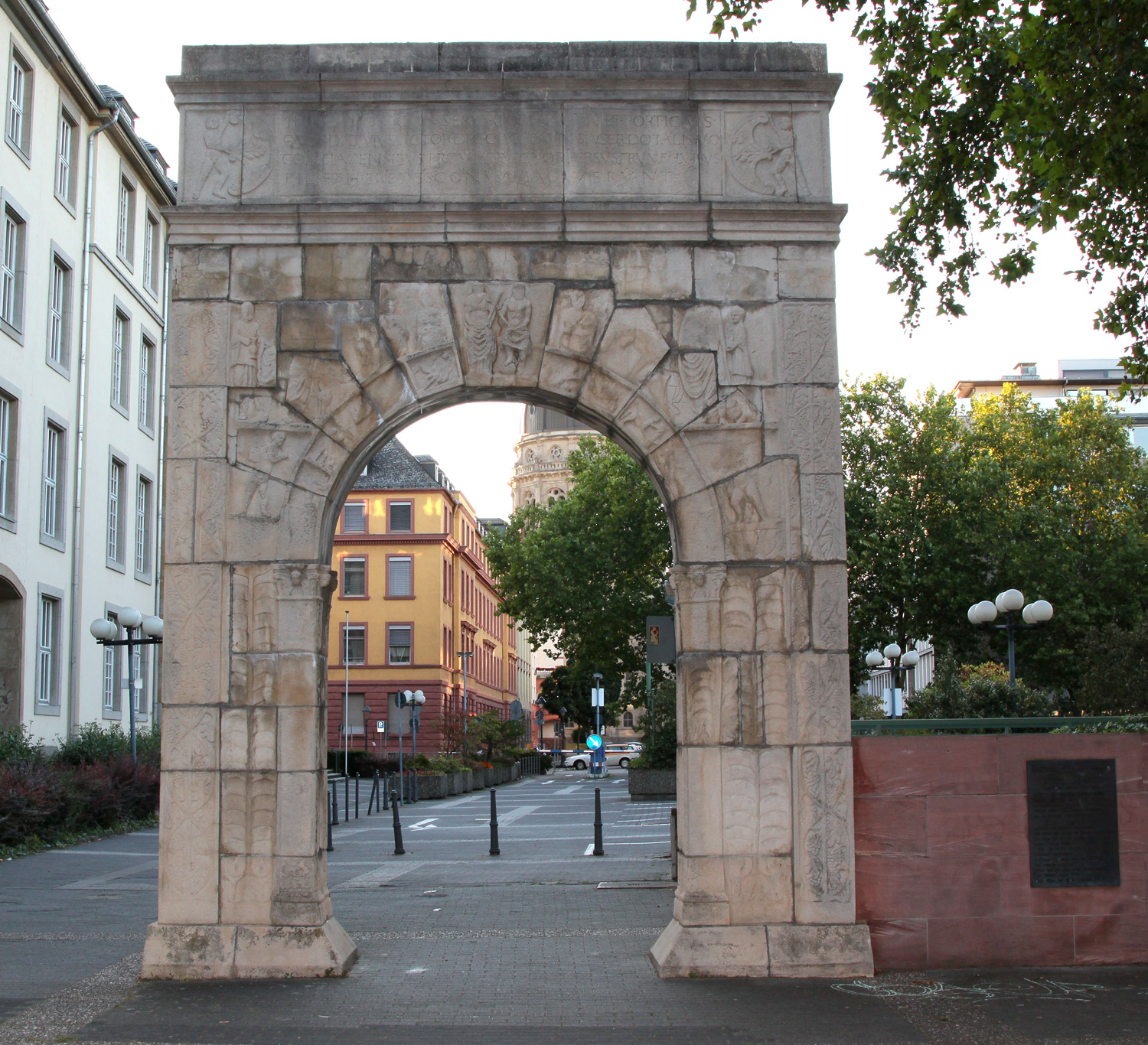
Kopie des Dativius-Victor-Bogens in Mainz

##### Dativius-Victor-Bogen
43 Blöcke des Dativius-Victor-Bogens wurden zwischen 1898 und 1911 als Spolien in der mittelalterlichen Mainzer Stadtmauer gefunden. Der 6,50 Meter hohe und 4,55 Meter breite Bogen gilt als Ehrenbogen, auch wenn er ursprünglich nicht frei stand, sondern Teil einer Portikus war, die in der Inschrift auf der Frontseite der Attika genannt wird. Daraus geht hervor, dass der Ratsherr Dativius Victor aus der Civitas Taunensium (Nida) den Mainzer Bürgern den Bogen mit Portikus versprochen hatte. Die Frontseite der Archivolte ist mit einem teilweise erhaltenen Zodiakus (Tierkreis) dekoriert, der Schlussstein zeigt Jupiter und Juno. In der Fläche über der Archivolte sind Opferszenen mit zwei Jahreszeitengenii dargestellt. Das nicht weiter geteilte Bildfeld wird von einem in eine Toga gehüllten Priester dominiert, möglicherweise dem Stifter selbst bei der Ausübung seines Priesteramtes.
Die Buchstabenform der Inschrift deutet auf das mittlere 3. Jahrhundert. Es erscheint ungewöhnlich, dass ein Decurio einer anderen Civitas ein solches Gebäude in Mainz (Mogontiacum) stiftete. Die Weihung an Iuppiter Conservator (den „bewahrenden“ Jupiter) lässt an ein glücklich überstandenes Ereignis denken, möglicherweise eine Flucht aus den rechtsrheinischen Gebieten.
Neben dem Dativius-Victor-Bogen gibt es ein weiteres Steindenkmal, das den Rückzug eines Ratsherren der civitas Taunensium nach Mainz belegen könnte. Der Nidenser duumvir Licinius Tugnatius Publius ließ im Jahr 242 auf seinem Grundstück in Mainz-Kastel eine Jupitersäule wieder aufrichten (in suo ut haberet restituit). Auch diese Inschrift ist dem Iuppiter Conservator geweiht. Es sind aber auch Inschriften von Amtsträgern der civitas bekannt, die zunächst in Heddernheim blieben und in die gleiche Zeit zu datieren sind.

#### Schatzfunde
Schatzfunde wurden lange Zeit als Hauptnachweis für die Germaneneinfälle des 3. Jahrhunderts angesehen, teilweise wurde sogar anhand ihrer Kartierung versucht, Einfallsrouten zu rekonstruieren. Die Vielzahl neuerer Funde im 20. Jahrhundert, die oft unvollständige Einlieferung der Schätze und der Umstand, dass eine jahrgenaue Datierung selten möglich ist, haben zu einer skeptischen Einschätzung der Beweiskraft geführt. Bei Hortfunden wird unterschieden zwischen reinen Münzhorten, Edelmetallhorten, Werkzeughorten und Altmetallhorten. Einige Typen müssen nicht zwangsläufig auf plündernde Germanen zurückzuführen sein. Hauptkriterien für die Zuschreibung sind die Zusammensetzung und die Auffindungssituation der Schätze.
| Name                                            | Fundort                           | Datierung                   | Beschreibung |
| ----------------------------------------------- | --------------------------------- | --------------------------- | --- |
| Schatzfund von Weißenburg                       | Weißenburg i. Bay./Biriciana      | 233 oder kurz danach        | Der Schatzfund von Weißenburg wurde 1979 bei Gartenarbeiten 70 m südlich der Römischen Thermen von Weißenburg entdeckt. Er enthielt silberne Votivbleche, Bronzestatuetten und -gefäße, Paraderüstungsteile und Eisengerät. Der Bestand legt nahe, dass es sich größtenteils um das Inventar eines Tempels handelte. |
| Tempelschatz von Mauer an der Url               | Mauer bei Amstetten/Locus Felicis | 233 oder kurz danach        | Dem Weißenburger Schatz in seiner Zusammensetzung sehr ähnlich ist der Fund von Mauer an der Url (Noricum), der 1937 in einer Grube nahe der Kastellmauer entdeckt wurde. Rüstungsteile fehlen hier allerdings völlig und die Stücke erreichen meist nicht die Qualität der Weißenburger Vergleichsfunde. Die Bedeutung des österreichischen Fundes besteht aber darin, dass dort konkret ein Tempelinventar eines Heiligtums des Iupiter Dolichenus fassbar ist. |

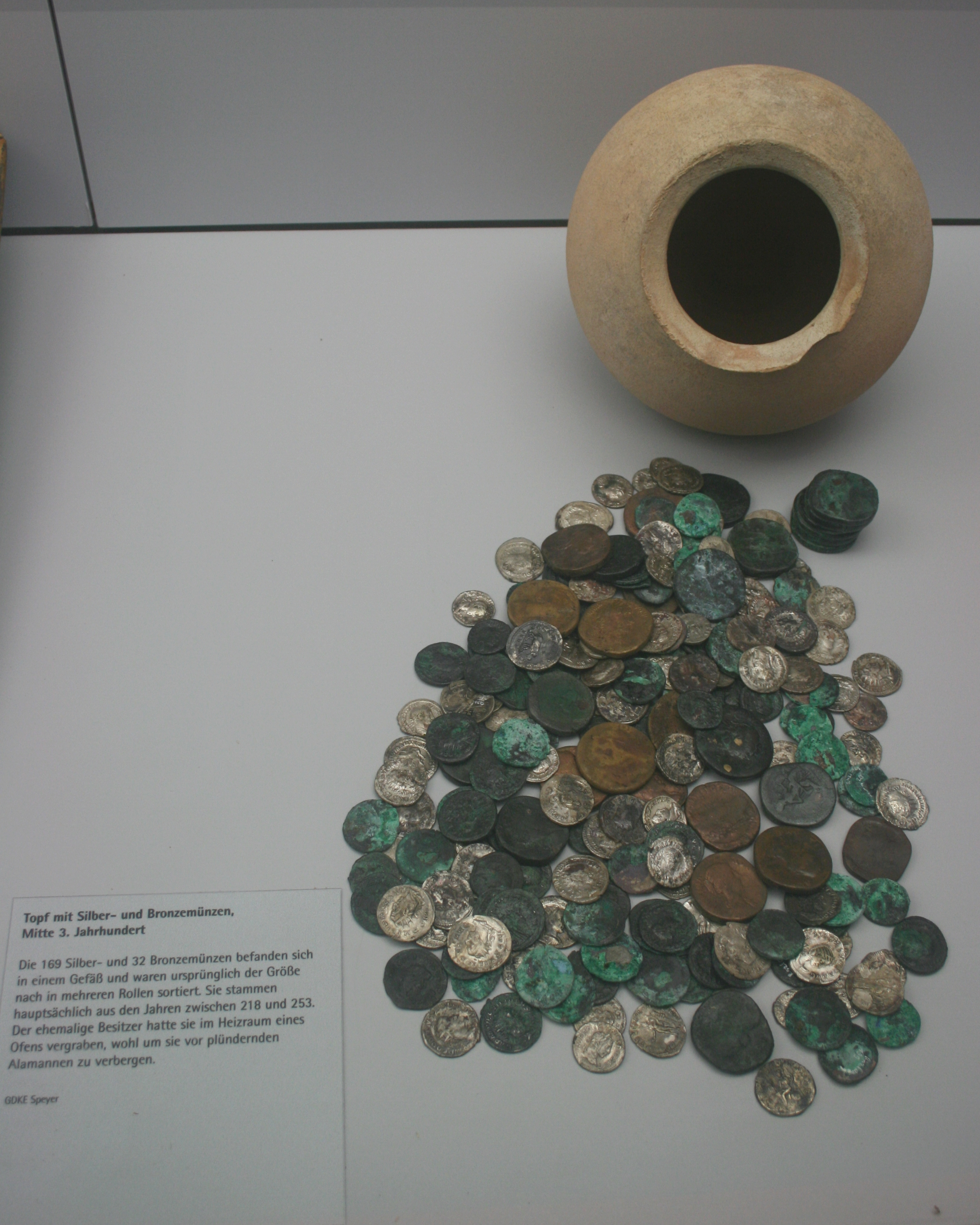
Kleiner Münzhort aus dem Vicus von Rheinzabern (Tabernae) im Terra-Sigillata-Museum

| Eisenhort von Künzing                           | Künzing/Kastell Künzing           | nach 243/44                 | Der Eisenhort von Künzing gehört mit 82 kg zu den größten Hortfunden. Er wurde 1962 bei den Grabungen Hans Schönbergers östlich der principia in einer flachen Grube entdeckt. Enthalten war eine bisher nie gesehene Zahl an Waffen und militärischen Ausrüstungsgegenständen, die einen Einblick in die Waffenkammer einer Kohorte geben. Der Beifund einer Münze Gordians III. ist gleichzeitig die späteste Münze aus dem Kastellbereich. Die Metallfunde waren alle geschmolzen und offensichtlich erst nach der Zerstörung des Kastells in den Boden gelangt. Aus Künzing sind mehrere weitere Hortfunde bekannt, darunter zwei Bronzehorte, die ebenfalls teilweise geschmolzene Gegenstände enthielten. |
| Hortfund von Hagenbach                          | Hagenbach                         | 259/60                      | Der Hortfund von Hagenbach ist mit 128 Stück einer der größten Funde von silbernen Votivblechen. Die Inschriften legen nahe, dass es sich um Raubgut aus der Provinz Gallia Aquitania handelte. Unterstrichen wird dieser Charakter des Fundes durch zerhackte Silbergefäße. Weiterhin enthält der Fund eine große Zahl von Silberschmuck, darunter massive Barrenringe sowie Arm- und Halsringe. Ähnlich wie der nicht weit entfernt entdeckte Neupotzer Fund stammt der Hagenbacher Hort von einer Kiesgrube und wurde im Zeitraum von 20 Jahren ohne Befundzusammenhang geborgen. |
| Sogenannte Alamannenbeute, Hortfund von Neupotz | Neupotz                           | 260, eventuell auch 277/78  | Der Hortfund von Neupotz wurde seit 1967 in einer Kiesgrube südlich der Ortschaft Neupotz ans Tageslicht befördert. Er bildet mit über 800 Gegenständen den größten Bestand an Metallwaren in den Nordwestprovinzen. Zusammensetzung und Fundlage in einer Altrheinschlinge deuten darauf hin, dass der Schatz beim Überqueren des Flusses verloren wurde. Münzfunde aus einem der Kessel weisen eine Schlussmünze des Gallienus auf, weshalb der Hortfund meist auf das Jahr 260 datiert wird. |
| Hortfund aus dem Kastell Eining                 | Eining/Kastell Eining             | erste Hälfte 3. Jahrhundert | Der Eisenhort von Eining wurde 1975 ausgepflügt. Er enthielt unter anderem ganz oder teilweise einen Gesichtshelm vom orientalischen Typ, drei bronzene Hinterhaupthelme, vier Beinschienen und fünf Kopfschutzplatten für Pferde. |
| Schatzfund von Straubing                        | Straubing                         | erste Hälfte 3. Jahrhundert | Der Straubinger Schatzfund wurde im Oktober 1950 bei Bauarbeiten westlich der Stadt auf dem Gelände einer Villa rustica entdeckt. In einem Kupferkessel waren sieben Masken von bronzenen Gesichtshelmen (vier vom hellenistischen, drei vom orientalischen Typ), eine eiserne Hinterhaupthälfte dazu, fünf reich verzierte Beinschienen mit Knieschutz, acht verzierte Kopfschutzplatten für Pferde, sieben Götterfiguren sowie verschiedene Kleinteile aus Bronze deponiert. Hinzu kamen diverse Waffen und Gerät aus Eisen. Der Fund war zu dieser Zeit einzigartig. Er entstand womöglich bei der Plünderung des 3 Kilometer westlich gelegenen Kastells Sorviodurum im 3. Jahrhundert.                     |

#### Münzschätze
Das Vergraben von Münzschätzen war in der vorindustriellen Zeit alltäglich und wird in einigen Schriftquellen, sogar im Matthäusevangelium erwähnt. In Ermangelung eines Bankensystems war der Boden der natürliche Ort zum Verstecken größerer Werte. Kartierungen der Münzschätze durch die Fundnumismatik wurden lange als Möglichkeit zur Feststellung germanischer Einfallsrouten gesehen. Tatsächlich gibt es aber eine ganze Reihe von Gründen, warum Münzhorte vergraben und (eigentlich noch viel wichtiger) warum sie nicht wieder gehoben wurden. Auch ist die Datierung anhand der Schlussmünze oft problematisch.
So ergibt sich für die Zeit des Limesfalls weder zeitlich noch geographisch ein einheitliches Bild. Gerade in den gallischen und germanischen Provinzen sind Münzhorte zwischen 220 und 300 besonders häufig, nach 235 sind sie in den Grenzgebieten mit der Ausnahme Niederbieber eher selten; Schwerpunkte sind in Nord- und Mittelgallien zu erkennen. Auffällig ist, dass Münzschätze im 3. Jahrhundert in den Jahren 242–244 und 253–254 häufig vergraben wurden, als unter Gordian III. bzw. Valerian und Gallienus Truppen für auswärtige Feldzüge abgezogen wurden. In diese Zeiten fallen auch häufigere Kampfspuren aus dem Limesgebiet. In einer 2001 erschienenen Arbeit konnten aus Gallien und den germanischen Provinzen 1724 Horte mit Schlussmünzen nach Mark Aurel und vor Diokletian aufgenommen werden.
| Name                          | Fundort                               | Schlussmünze/t.p.q.                    | Beschreibung |
| ----------------------------- | ------------------------------------- | -------------------------------------- | --- |
| Münzschatz von Ober-Florstadt | Ober-Florstadt/Kastell Ober-Florstadt | Severus Alexander/233 oder kurz danach | 1984 nahe der Westecke im Innenbereich des Kastells entdeckt. Der Schatz enthielt mit 1136 Denaren den eineinhalbfachen Jahresverdienst eines Auxiliarsoldaten und befindet sich heute im Wetterau-Museum in Friedberg. Die Vergrabung steht wahrscheinlich mit den Alamanneneinfällen von 233–235 in Verbindung. |
| Niederbieber                  | Niederbieber/Kastell Niederbieber     | 259/60                                 | Aus dem 259/260 durch Kampfhandlungen zerstörten Kastell Niederbieber sind bislang fünf Münzschätze bekannt, davon drei aus dem Innenbereich des Kastells. Einer davon wurde im Bereich der principia in einem Bronzekessel gefunden. Er enthielt 889 Antoniniane, die 68 Schlussmünzen datieren in das Jahr 259. Der Fund wurde deshalb als „Truppenkasse“ angesprochen und befindet sich heute im Rheinischen Landesmuseum Bonn. 1989 wurde ein weiterer großer Hort aus 1942 Denaren und einem Antoninian gefunden, der in die 230er Jahre datiert und sich im Rheinischen Landesmuseum Trier befindet. Die Schlussmünzen der drei weiteren bekannten Schatzfunde weisen zweimal das Jahr 259 und einmal 258 auf. |
| Münzhort von Neftenbach       | Neftenbach                            | Postumus/263–65                        | Im Dezember 1983 wurde bei Ausgrabungen durch die Kantonsarchäologie im Gutshof von Neftenbach bei Winterthur/Vitudurum ein Hort von 1243 Silbermünzen entdeckt. Die Denare und Antoniniane wurden aus einer Bronzekanne geborgen und waren zu einem Klumpen korrodiert. Eine Stratigraphie des Sammelns im Inneren des Gefäßes konnte nicht festgestellt werden, wohl aber Strukturen wie eine Rolle und verschiedene Säckchen, die auf Röntgenaufnahmen sichtbar wurden. Der Schatz war unter dem Fußboden eines Nebengebäudes versteckt. Eine Zerstörung der Anlage scheint mit der Niederlegung nicht zu korrespondieren, sie erfolgte erst um 280.                                                              |
| Schatzfund von Brauweiler     | Brauweiler                            | Tetricus I.                            | Der Münzschatz von Brauweiler wurde im November 1971 bei Bauarbeiten an der Mühlenstraße entdeckt. In einem Topf Urmitzer Machart (Form Niederbieber 89) befanden sich insgesamt 2623 Münzen. Sie waren dem Geldumlauf entnommen worden; frühestes Prägungsjahr war 254, mit 79 Prozent waren Prägungen des gallischen Sonderreiches dominant. |

## Folgen

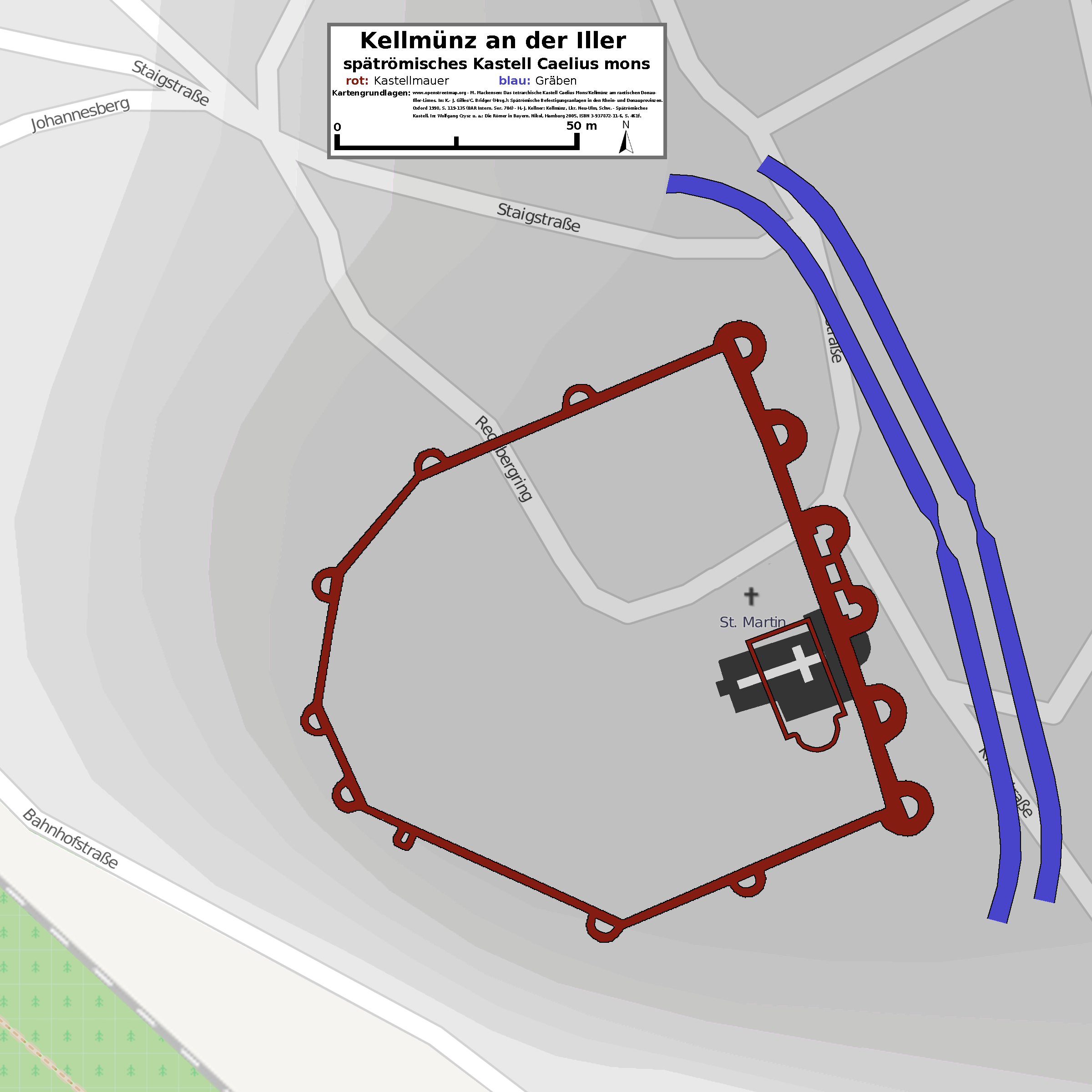
Spätrömisches Kastell Kellmünz an der Iller (Caelius Mons)

### Grenzverteidigung der Spätantike
Als Folge der innerrömischen Auseinandersetzungen mit dem gallischen Sonderreich und den in das Reichsgebiet eingedrungenen Völkern gelang es dem Römischen Reich lange Zeit nicht, die Reichsgrenzen an Rhein und Donau zu sichern. Erst Kaiser Probus ging wieder energischer gegen die Germanen vor. Er vertrieb sie aus Gallien, unternahm einen Vorstoß an den Neckar und die Schwäbische Alb und konnte nach Aussage des Zosimos die Burgunder, Vandalen und Goten am Lech schlagen. Eine fragmentarisch erhaltene Ehreninschrift vom Augsburger Fronhof bezeichnet den Kaiser als restitutor provinciarum et operum publicorum.
Aufgrund dieser Inschrift wurden erste Maßnahmen zur spätrömischen Grenzsicherung wie die erste Bauphase des Kastells Vemania bei Isny mitunter dem Probus zugeschrieben. Die Münzreihen der wichtigsten Festungsbauten setzten aber erst in diokletianischer Zeit (ab 285) ein. Die Einrichtung des Donau-Iller-Rhein-Limes, der nun vorwiegend entlang größerer Flüsse die Reichsgrenze sicherte, ist somit keinem der beiden Kaiser mit Sicherheit zuzuschreiben. Inschriftenfunde aus Festungen wie Tasgetium (Stein am Rhein) deuten allerdings darauf hin, dass das neue Grenzsystem erst unter den Tetrarchen systematisch ausgebaut wurde.
Die kaiserlichen Maßnahmen stabilisierten die römische Grenzverteidigung nachhaltig und hatten bis zum Beginn des 5. Jahrhunderts Bestand. Wesentlich kleinere Kastelle mit verminderter Besatzung, dazwischen zahlreiche Burgi und Schiffsländen für Flottenabteilungen, überwachten nun die Grenze und schreckten Plünderer ab. Gegenüber den mittelkaiserzeitlichen Lagern waren die spätrömischen Kastelle oft an die geographische Lage angepasst und benutzten ähnlich wie mittelalterliche Burgen steile Bergkuppen und Flussinseln, die dem Gegner die Annäherung erschwerten. Die Grenztruppen in diesen Kastellen wurden nicht mehr von Auxiliartruppen gestellt, sondern von sogenannten Limitanei. Ergänzt wurde diese Strategie durch Abschreckungs- und Rachefeldzüge des mobilen Feldheeres sowie durch Verträge (foedera) mit insbesondere alamannischen „Warlords“.
Erst als innere Wirren und Bürgerkriege seit etwa 395 dazu führten, dass römische Offensivaktionen im rechtsrheinischen Gebiet unterblieben, während zugleich Truppen aus den Grenzkastellen abgezogen bzw. nicht weiter besoldet wurden, brach auch der Donau-Iller-Rhein-Limes schrittweise zusammen.

### Münzumlauf
Der Münzumlauf brach im Limesgebiet nicht plötzlich mit den Jahren 259/60 ab. Während bereits seit dem Jahr 233 und der Regierungszeit des Severus Alexander die Zahl der verlorenen Münzen stark zurückging, fiel diese konvexe Kurve an den meisten Kastell- und Siedlungsplätzen mit dem Limesfall nicht auf Null. Vereinzelt wurden noch später geprägte Münzen verloren, wobei nicht gesagt werden kann, ob sie von zurückbleibenden Provinzbewohnern oder Germanen stammten. In dieses spätere „Grundrauschen“ verlorener Einzelmünzen tauchen die meisten Münzreihen in den 250er Jahren früher oder später ein. Auffällig ist, dass dies in den offenen Siedlungen zu Beginn der 250er Jahre geschah, an den meisten Kastellplätzen aber um 255 und in der Nähe zum Rhein gegen Ende der 250er Jahre. In den ummauerten Civitas-Hauptorten und Vici fiel die Kurve weniger steil ab und besaß auch nach 260 noch ein nennenswertes Niveau.
Ein rudimentärer Umlauf römischen Geldes setzte sich auch nach 260 in den geräumten Gebieten fort. Schwerpunkte sind geographisch zu fixieren bei Bad Ems, Wiesbaden, Friedberg, Groß-Gerau, Stockstadt, Heidelberg, Pforzheim und Riegel. Auch hier kann nicht gesagt werden, ob diese Verwendung römischen Geldes auf neuangesiedelte Alamannen, die an vielen dieser Orte durch Funde greifbar sind, oder auf verbliebene Romanen zurückzuführen ist.

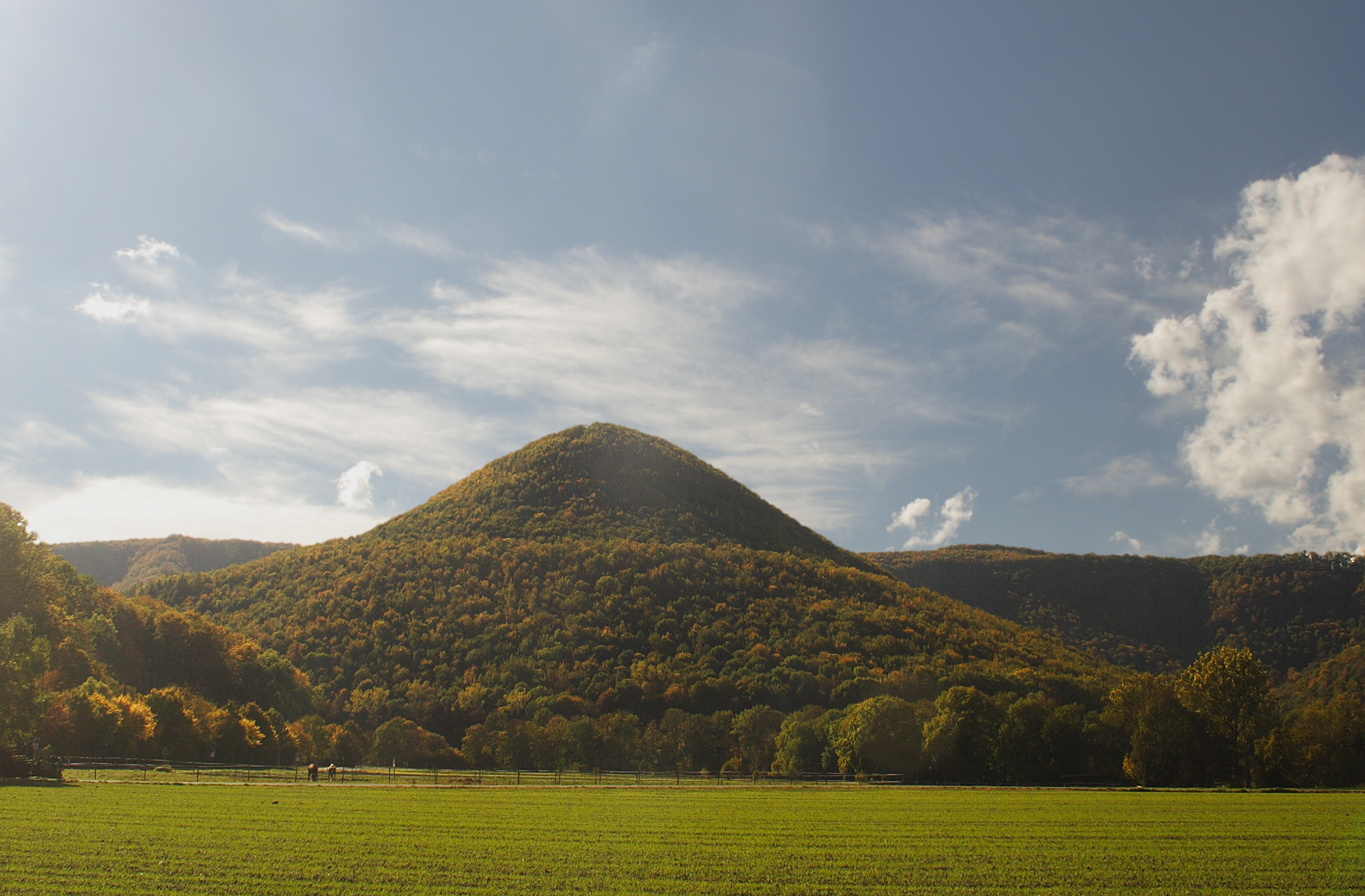
Der Runde Berg bei Urach, Platz eines Adelssitzes der Alamannen

### Siedlungsstruktur
Der Limesfall veränderte die Siedlungsstruktur der betroffenen Gebiete grundlegend. Nicht korrekt ist aber die ältere Annahme, die Alamannen hätten die ehemaligen römischen Siedlungen gemieden. Relativ selten sind germanische Einbauten in römische Gebäude oder überhaupt germanische Funde nachweisbar, etwa in oder nahe bei den Villen von Bondorf, Bietigheim-Weilerlen und Lauffen a. N. Bemerkenswert sind in diesem Zusammenhang auch die alamannischen Funde aus vielen Kastellorten am Mainlimes. Eine Weiterverwendung römischer Gebäude konnte außer am ruinösen Zustand auch an den technischen Möglichkeiten scheitern, etwa bei den Dachkonstruktionen und den Einrichtungen zur Wasserversorgung. Alamannische Siedlungen, wie sie im neubesetzten Gebiet der Wetterau ab den 280er Jahren nachweisbar sind, bestanden aus Holzgebäuden, konnten auch in der Nähe römischer Siedlungen liegen, waren aber auf die Nähe eines Fließgewässers angewiesen.
Gegenüber den weitgehend offenen und ungeschützten Siedlungen der mittleren Kaiserzeit nutzten die spätrömischen Siedlungen wieder verstärkt die fortifikatorisch günstigen Höhenlagen. In Raetien liegen anschauliche Beispiele im Lorenzberg bei Epfach, im Moosberg bei Murnau und in Kempten (Cambodunum) vor, wo die mittelkaiserzeitliche Siedlung auf dem Lindenberg aufgegeben wurde und eine römische Befestigung auf dem Burghalde-Hügel entstand (→Cambidanum). Auf alamannischer Seite wurden einige Höhensiedlungen wie der Glauberg in der Wetterau oder der Runde Berg bei Urach zu bedeutenden Adelssitzen. Im ehemaligen Limesgebiet leitete der Limesfall damit den Übergang von antiken zu mittelalterlichen Verhältnissen ein.